# Queen
Queen là một ban nhạc rock người Anh được thành lập tại London vào năm 1970. Đội hình kinh điển của họ bao gồm Freddie Mercury (hát chính, piano), Brian May (guitar, hát), Roger Taylor (trống, hát) và John Deacon (bass). Những sản phẩm âm nhạc đầu tay của Queen mang nhiều ảnh hưởng từ progressive rock, hard rock và heavy metal, nhưng sau này họ ngày càng phát triển theo phong cách gần gũi với công chúng hơn và kết hợp với nhiều thể loại khác, bao gồm cả arena rock và pop rock.
Trước khi thành lập Queen, May và Taylor đã chơi cùng nhau trong ban nhạc Smile. Mercury rất hâm mộ Smile, khuyến khích họ thử nghiệm những kỹ thuật sân khấu và thu âm phức tạp hơn. Ông vào nhóm năm 1970 và gợi ý cái tên "Queen". Deacon tham gia ban nhạc vào tháng 2 năm 1971, trước khi họ phát hành album đầu tay cùng tên vào năm 1973. Queen lần đầu tiên được xếp hạng tại Vương quốc Anh với album thứ hai, Queen II, vào năm 1974. Sheer Heart Attack phát hành vào cuối năm đó và A Night at the Opera ra mắt năm 1975 đã mang lại cho họ thành công quốc tế. Đĩa đơn "Bohemian Rhapsody", giữ vị trí quán quân tại Anh trong chín tuần và giúp phổ biến định dạng video âm nhạc.
Album năm 1977 của ban nhạc News of the World bao gồm "We Will Rock You" và "We Are the Champions", đã trở thành ca khúc biểu trưng tại các sự kiện thể thao. Vào đầu những năm 1980, Queen là một trong những ban nhạc arena rock nổi tiếng nhất thế giới. "Another One Bites the Dust" từ The Game (1980) đã trở thành đĩa đơn bán chạy nhất của họ, trong khi album tổng hợp Greatest Hits năm 1981 là album bán chạy nhất ở Anh và được chứng nhận chín lần đĩa bạch kim tại Mỹ. Màn trình diễn của họ tại buổi hòa nhạc Live Aid năm 1985 được xếp vào hàng vĩ đại nhất trong lịch sử nhạc rock. Vào tháng 8 năm 1986, Mercury có buổi biểu diễn cuối cùng với Queen tại Knebworth, Anh. Năm 1991, ông qua đời vì bệnh viêm phế quản - một biến chứng của AIDS - và Deacon cũng nghỉ hưu vào năm 1997. Từ năm 2004, May và Taylor đã đi lưu diễn dưới cái tên "Queen +" với các ca sĩ Paul Rodgers và Adam Lambert.
Ước tính doanh số bán đĩa của Queen dao động từ 170 triệu đến 300 triệu đĩa, giúp họ trở thành một trong những nghệ sĩ âm nhạc bán đĩa nhạc chạy nhất thế giới. Năm 1990, Queen nhận được giải Brit cho những đóng góp xuất sắc đối với nền âm nhạc Anh Quốc từ Công nghiệp ghi âm Anh. Họ đã được giới thiệu vào Đại sảnh Danh vọng Rock and Roll vào năm 2001. Mỗi thành viên đều sáng tác các đĩa đơn ăn khách và cả bốn người đều được giới thiệu vào Đại sảnh Danh vọng Nhà soạn nhạc vào năm 2003. Năm 2005, Queen nhận được giải Ivor Novello cho Bộ sưu tập các bài hát xuất sắc từ Học viện Nhạc sĩ, Nhà soạn nhạc và Tác giả Anh Quốc. Vào năm 2018, họ được trao giải Grammy Thành tựu trọn đời.

## Lịch sử hoạt động

### 1968–74: Những năm đầu

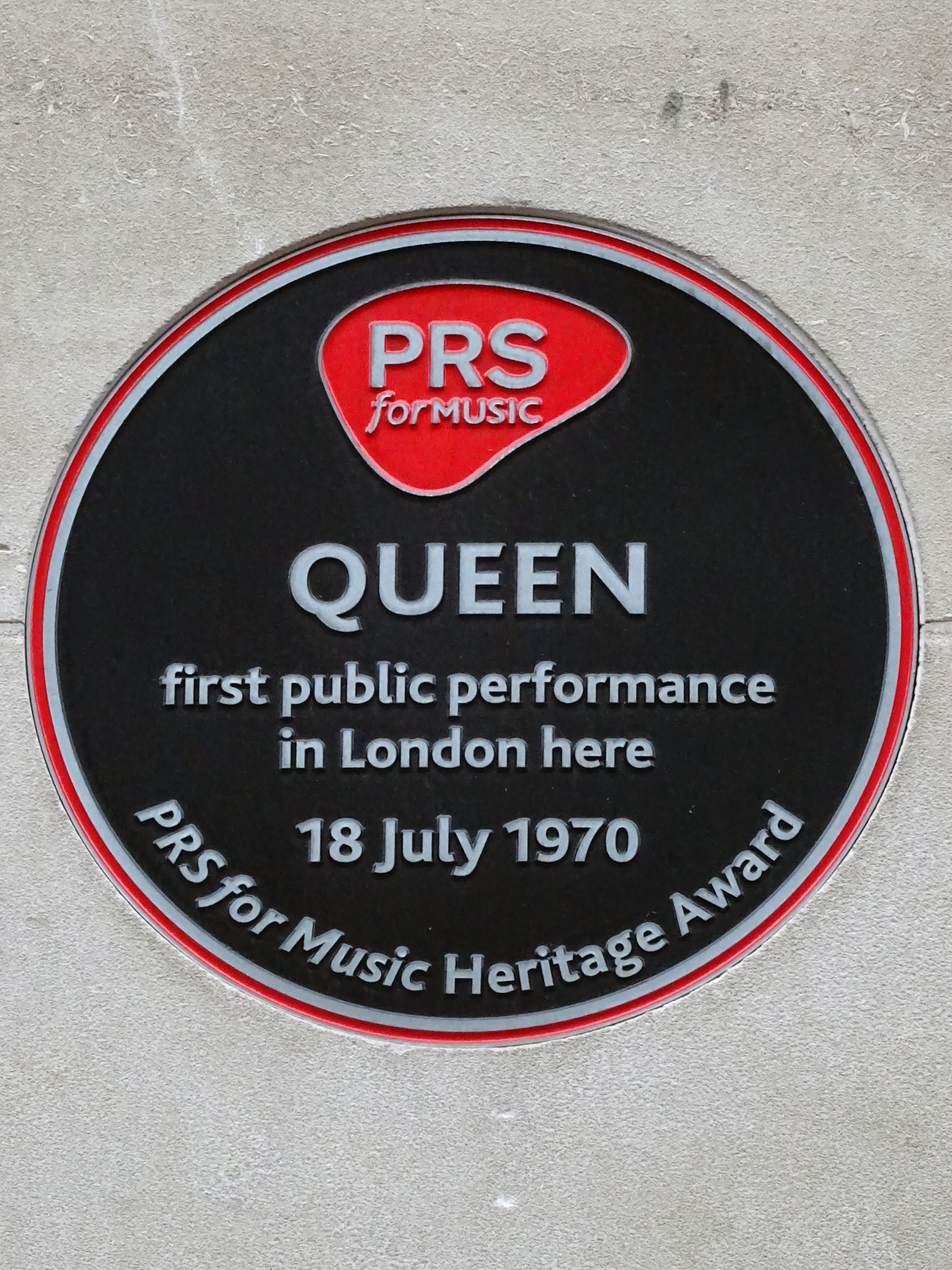
Biển PRS for Music ghi lại vị trí buổi biểu diễn đầu tiên của Queen, Prince Consort Road, Luân Đôn

Năm 1968, tay guitar Brian May, một sinh viên của Đại học Imperial, Luân Đôn và tay bass Tim Staffell quyết định thành lập một nhóm nhạc. May dán tờ rơi trên bảng thông báo trường, muốn tìm một tay trống "theo phong cách Mitch Mitchell/Ginger Baker". Roger Taylor, một sinh viên nha khoa trẻ tuổi, tới chơi thử và được nhận vào nhóm. Ban nhạc tự đặt tên cho mình là Smile. Khi còn ở Đại học nghệ thuật Ealing, Tim Staffell kết bạn với Farrokh Bulsara, một sinh viên khóa dưới lấy tên tiếng Anh là Freddie. Bulsara nhận thấy mình và ban nhạc có chung niềm yêu thích âm nhạc và nhanh chóng trở thành người hâm mộ cuồng nhiệt của Smile.
Cuối năm 1970, Staffell rời nhóm để gia nhập Humpy Bong. Các thành viên còn lại, dưới lời gợi ý của Bulsara, quyết định đổi tên thành "Queen" và trình diễn đêm nhạc đầu tiên vào ngày 18 tháng 7. Trong giai đoạn này, ban nhạc đã thuê một vài tay guitar bass không phù hợp với phong cách của ban nhạc. Cho đến tháng 2 năm 1971, họ lựa chọn John Deacon vào vị trí này và bắt đầu chuẩn bị cho album đầu tay. Nhóm thu âm bốn bài hát "Liar", "Keep Yourself Alive", "The Night Comes Down" và "Jesus" trong một cuốn băng thu thử mà không có hãng thu âm nào chú ý tới. Cũng trong thời gian này, Freddie đổi họ thành "Mercury", lấy cảm hứng từ câu hát "Mother Mercury, look what they've done to me" trong bài hát "My Fairy King". Ngày 2 tháng 7 năm 1971, Queen lần đầu trình diễn với đội hình nổi tiếng bao gồm Mercury, May, Taylor và Deacon tại Đại học Surrey, gần Luân Đôn.
Do đang học tại trường đại học về nghệ thuật, Mercury đã thiết kế biểu trưng cho nhóm với tên gọi "huân chương Queen", không lâu trước khi ra mắt album đầu tay. Logo này bao gồm biểu tượng cung hoàng đạo của các thành viên: hai con sư tử (Deacon và Taylor), một con cua (May) và hai tiên nữ (Mercury). Các tiên nữ đứng bên dưới những chú sư tử đang chồm lấy ký tự Q cách điệu, con cua nằm trên cùng với ngọn lửa dội xuống. Trong chữ Q có một vương miện và nền của logo là một con phượng hoàng khổng lồ. Biểu tượng này có điểm tương quan với Quốc huy Vương quốc Anh, đặc biệt là những con sư tử. Logo gốc, nằm trên ảnh bìa ngược của album đầu tay, chỉ là một bức vẽ tay đơn giản.
Năm 1972, Queen bàn bạc với hãng Trident Studios sau khi được John Anthony tìm thấy tại De La Lane Studios. Norman Sheffield đề nghị một hợp đồng quản lý dưới sự kiểm soát của Neptune Productions, một công ty con của Trident, nhằm giúp họ tận dụng cơ sở phương tiện ở Trident để thu âm, trong lúc tìm kiếm hợp đồng thu âm. Điều này có lợi cho cả hai, vừa khiến Trident mở rộng quản lý, vừa giúp Queen tiếp cận phương tiện thu âm công nghệ cao, được nhiều nghệ sĩ như the Beatles và Elton John sử dụng. Roger Taylor sau đó đã mô tả những giờ thu âm ngoài giờ cao điểm này là "bụi vàng".
Năm 1973, Queen ký hợp đồng với Trident/EMI. Tới tháng 7 năm ấy, họ phát hành album đầu tay cùng tên, mang nhiều ảnh hưởng của heavy metal và progressive rock. Các nhà phê bình đưa ra đánh giá tích cực; Gordon Fletcher của Rolling Stone gọi album này "phi thường", Daily Herald miêu tả đây là "sự mở đầu trên mức trung bình". Dù vậy, album thu hút ít sự chú ý và đĩa đơn "Keep Yourself Alive" bán rất chậm. Đến sau này, đĩa đơn được xem là điểm nhấn của album, xuất hiện trong danh sách "100 bài hát guitar vĩ đại nhất" của tạp chí Rolling Stone năm 2008, được mô tả là "tập hợp những đoạn riff đáng giá nhất trong album gói gọn trong một bài hát duy nhất". Album đạt chứng nhận Vàng tại Anh và Hoa Kỳ.
LP thứ hai của nhóm, Queen II ra mắt năm 1974; bìa đồ họa là hình ảnh nổi tiếng của nhóm do nhiếp ảnh gia Mick Rock thực hiện. Ảnh này là tiền đề chính trong video âm nhạc "Bohemian Rhapsody" (1975) của nhóm. Album đạt hạng 5 trên UK Album Chart và là album đầu tiên của nhóm xếp hạng tại Anh. Đĩa đơn "Seven Seas of Rhye" do Mercury sáng tác đạt hạng 10 tại Anh. Album này là phép thử đầu tiên cho âm nhạc đặc biệt của nhóm, xuất hiện nhiều đoạn nhạc khí phức tạp, lời ca về sự tưởng tượng, cùng sự điêu luyện về âm nhạc. Album còn bao gồm ca khúc "đầy đe dọa" dài 6 phút và không có điệp khúc mang tên "The March of the Black Queen". Các đánh giá về album này đa phần là trái chiều; Winnipeg Free Press khen ngợi đĩa đầu tay của nhóm và miêu tả Queen II là một "con quái vật bị làm quá tay". Allmusic cho rằng đây là album yêu thích của những người hâm mộ ban nhạc, là album đầu tiên trong số 3 album của Queen xuất hiện trong quyển sách 1001 Albums You Must Hear Before You Die.

### 1974–76:Sheer Heart AttackvàA Night at the Opera

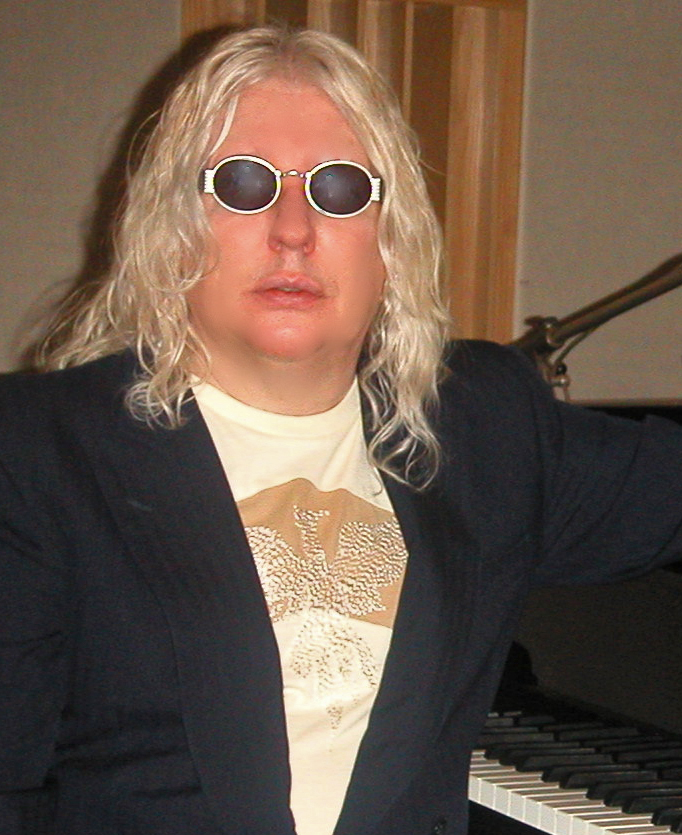
Roy Thomas Baker sản xuất 4 album đầu tiên, cùng với Jazz (1978) của Queen

Tháng 5 năm 1974, một tháng sau khi ban nhạc nhận lời mở màn chuyến lưu diễn Hoa Kỳ cho Mott the Hoople, Brian May được chẩn đoán mắc bệnh viêm gan, buộc phải hủy những đêm diễn còn lại. Sau một thời gian hồi phục, May trở lại lúc ban nhạc đang thực hiện album phòng thu thứ ba. Ra mắt năm 1974, Sheer Heart Attack đạt hạng hai tại Anh Quốc, bán chạy xuyên khắp châu Âu và giành chứng nhận Vàng ở Hoa Kỳ. Đây là thành công quốc tế đầu tiên của nhóm và hãng Atlantic. Album thể nghiệm nhiều thể loại âm nhạc khác nhau, bao gồm British music hall, heavy metal, ballad, ragtime và nhạc Caribbean. Tới đây, Queen bắt đầu loại bỏ những khuynh hướng từ hai đĩa nhạc đầu tiên, mà chú trọng vào phong cách mang tính đại chúng hơn. Sheer Heart Attack giới thiệu âm thanh và nhịp điệu mới, tạo tiền đề cho album A Night at the Opera.
Đĩa đơn "Killer Queen" trích từ Sheer Heart Attack xếp thứ 2 trong bảng xếp hạng ở Anh và đứng thứ 12 ở Mỹ. "Now I'm Here", mang thể loại hard rock truyền thống, đạt hạng 11 tại Anh; một đĩa đơn khác mang tên "Stone Cold Crazy" có xuất hiện đoạn riff tiết tấu nhanh của May, được xem là tiền thân của thể loại speed metal. Thời gian sau này, album được nhiều ấn phẩm âm nhạc khen ngợi: năm 2006, Classic Rock xếp album vào vị trí thứ 28 trong "100 album Anh Quốc vĩ đại nhất", Mojo xếp vị trí thứ 88 trong "100 đĩa nhạc thay đổi thế giới". Đây cũng là album thứ hai của Queen xuất hiện trong quyển 1001 Albums You Must Hear Before You Die.
Tháng 1 năm 1975, ban nhạc tổ chức chuyến lưu diễn thế giới, với mỗi thành viên mặc trang phục của Zandra Rhodes cùng hệ thống đèn và hiệu ứng sân khấu. Họ lưu diễn mở đầu tại Mỹ và lần đầu tiên chơi nhạc ở Canada. Họ xuất hiện tại 7 thành phố của Nhật Bản từ giữa tháng 4 đến đầu tháng 5. Vào tháng 9, sau một cuộc chia tay gay gắt với Trident, ban nhạc thương lượng để chấm dứt hợp đồng với Trident Studios và tìm một quản lý mới. Một trong những lựa chọn được cân nhắc là quản lý của Led Zeppelin, Peter Grant. Grant muốn nhóm ký với hãng sản xuất riêng của Led Zeppelin mang tên Swan Song Records. Ban nhạc cảm thấy không thể chấp nhận bản hợp đồng này và liên lạc với quản lý của Elton John, John Reid, người nhận lời vào vị trí này.
Vào năm 1975, Queen thu âm và phát hành A Night at the Opera, lấy tựa đề từ bộ phim nổi tiếng của anh em nhà Marx. Vào thời gian này, đây là album đắt nhất được sản xuất. Giống như những sản phẩm trước, toàn bộ album thể hiện đa dạng các thể loại nhạc và thể nghiệm với âm thanh stereo. Trong ca khúc "The Prophet's Song" dài 8 phút, ở giữa bài là các lớp tiết tấu mang âm hưởng của dàn đồng ca. Ca khúc do Mercury sáng tác mang tên "Love of My Life" còn xuất hiện đàn hạc và hòa âm được ghi đè. Album này đạt thành công lớn ở Anh và 3 lần nhận danh hiệu đĩa Bạch kim ở Mỹ. Trong một cuộc bầu chọn của Channel 4 vào năm 2004, công chúng Anh Quốc xem đây là album vĩ đại thứ 13 trong lịch sử. A Night at the Opera còn nằm trong danh sách "500 album vĩ đại nhất" của tạp chí Rolling Stone năm 2003. Đây cũng là album cuối cùng của Queen xuất hiện trong quyển 1001 Albums You Must Hear Before You Die.
Đĩa đơn ăn khách của album này, "Bohemian Rhapsody" đứng đầu bảng ở Anh trong 9 tuần. Người bạn thân kiêm cố vấn của Mercury, DJ đài phát thanh Capital London Kenny Everett, đóng vai trò quan trọng trong thành công của đĩa đơn này. Đây là đĩa đơn bán chạy thứ 3 mọi thời đại tại Anh, đứng sau "Do They Know It's Christmas?" của Band Aid và "Candle in the Wind 1997" của Elton John. Bản gốc của bài hát đứng thứ 9 ở Mỹ và đứng thứ 2 trong 5 tuần khi tái bản vào năm 1992. "Bohemian Rhapsody" là đĩa đơn duy nhất bán hơn 1 triệu bản trong hai dịp khác nhau và trở thành nhà quán quân trong dịp Giáng sinh tại Anh đến hai lần. Bài hát cũng xuất hiện trong nhiều danh sách hay nhất mọi thời đại. Ban nhạc quyết định thực hiện một video đi kèm với đĩa đơn và thuê Trilion, một chi nhánh của công ty quản lý Trident Studios, để tận dụng công nghệ trong video này. Đây được xem là video âm nhạc "thực thụ" đầu tiên. Bài hát đầu tiên trong album, "Death on Two Legs" được cho là sáng tác của Mercury về Norman Sheffield và cựu quản lý tại Trident, người đã giúp video này phổ biến rộng rãi. Dù nhiều nhóm khác, như the Beatles, đã quay nhiều bộ phim hoặc video quảng bá bài hát trước đó, hầu hết chỉ trình chiếu cho các chương trình truyền hình đặc biệt. Nhắc tới ảnh hưởng của "Bohemian Rhapsody", Rolling Stone viết: "Ảnh hưởng của ca khúc này quá lớn, sáng tạo nên video âm nhạc 7 năm trước khi MTV lên sóng." Đĩa đơn thứ hai trích từ album, "You're My Best Friend" là một sáng tác của John Deacon, đứng thứ 16 trong bảng xếp hạng ở Mỹ và nằm trong top 10 khắp thế giới. Chuyến lưu diễn A Night at the Opera Tour của nhóm bắt đầu từ tháng 11 năm 1975, trải dài xuyên khắp châu Âu, Mỹ, Nhật Bản và Úc.

### 1976–79:A Day at the RacesvàLive Killers
Năm 1976, Queen thu âm A Day at the Races, thường được xem là album tiếp nối của A Night at the Opera. Album này tiếp tục mượn một tựa đề phim khác của anh em nhà Marx và ảnh bìa thiết kế gần giống với A Night at the Opera, có hình biểu tượng của Queen. Groucho Marx mời Queen tới thăm nhà tại Los Angeles vào tháng 3 năm 1977; tại đó ban nhạc trực tiếp cảm ơn Marx và trình bày "'39" a cappella. Về mặt âm nhạc, album này là một sự tiến bộ mạnh mẽ, đạt hạng 1 tại Anh và Nhật Bản, hạng 5 tại Mỹ. Ca khúc nhạc phúc âm ăn khách "Somebody to Love" đứng thứ 2 trong bảng xếp hạng của Anh và thứ 13 trong bảng xếp hạng các đĩa đơn của Mỹ. Bài hát do Mercury, May và Taylor kết hợp và cho ra 100 âm hưởng khác nhau. Album còn chứa bài hát "Tie Your Mother Down" thường xuyên xuất hiện trong đêm nhạc của nhóm.

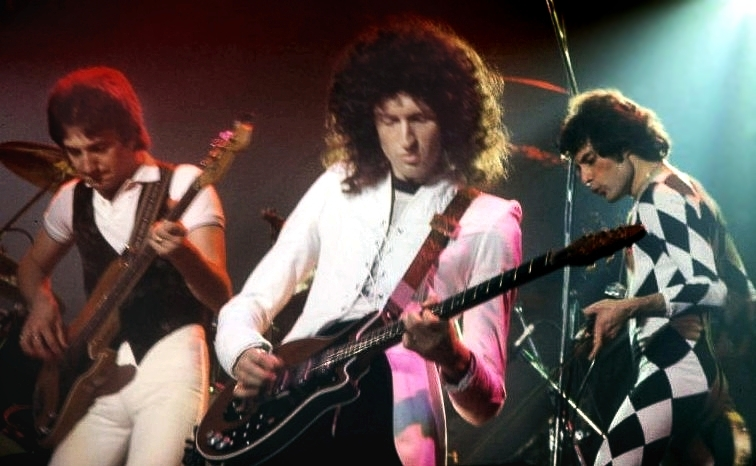
Queen trình diễn tại New Haven, Connecticut vào tháng 11 năm 1977.

Năm 1976, Queen chơi một trong những buổi hoà nhạc nổi tiếng nhất ở Hyde Park, Luân Đôn. Đêm nhạc miễn phí do Richard Branson dàn dựng thu hút 150.000 người tham dự. Trong A Day at the Races Tour năm 1977, Queen trình diễn trong nhiều đêm nhạc cháy vé ở Madison Square Garden, New York vào tháng 2 và Earls Court, Luân Đôn vào tháng 6. Album thứ sáu của nhóm, News of the World ra mắt năm 1977, 4 lần đạt chứng nhận Bạch kim ở Hoa Kỳ và 2 lần tại Anh. Nhiều bài hát trong album được sáng tác riêng để nhóm trình diễn trực tiếp, bao gồm hai khúc ca rock nổi tiếng "We Will Rock You" và bản rock ballad "We Are the Champions", xuất hiện trong nhiều sự kiện thể thao quốc tế, với "We Are the Champions" đạt hạng 4 ở Mỹ. Queen công diễn News of the World Tour vào tháng 10 năm 1977, Robert Hilburn của Los Angeles Times gọi đây là "chương trình dàn dựng công phu và nhạy bén nhất" của nhóm".
Vào năm 1978, ban nhạc phát hành Jazz, đạt hạng 2 tại Anh và hạng 6 tại Mỹ. Album ra mắt hai bài hát ăn khách "Fat Bottomed Girls" và "Bicycle Race" trên đĩa đơn hai mặt. Queen thuê lại Sân vận động Wimbledon để quay video trong 1 ngày, với 65 người mẫu nữ khỏa thân trong một cuộc đua xe đạp. Nhận xét về album trở nên tích cực hơn trong những năm gần đây. Một bài hát khác, "Don't Stop Me Now" phô bày khả năng hòa giọng phong phú của nhóm. Năm 1978, Queen lưu diễn khắp Hoa Kỳ và Canada, rồi đến châu Âu và Nhật Bản năm 1979. Họ phát hành album trực tiếp đầu tiên, Live Killers vào năm 1979, hai lần chứng nhận Bạch kim tại Mỹ. Đĩa đơn "Crazy Little Thing Called Love" vươn đến top 10 tại nhiều quốc gia, trong đó có 7 lần liên tiếp giữ vị trí quán quân tại ARIA Charts Úc và dẫn đầu tại Billboard Hot 100 Hoa Kỳ trong 4 tuần. Ca khúc này viết theo phong cách của Elvis Presley. Mercury sáng tác bằng guitar và chơi nhịp trong lúc thu âm, rồi tiếp tục chơi guitar lúc trình diễn trực tiếp. Tháng 12 năm 1979, Queen mở màn cho Concert for the People of Kampuchea tại Luân Đôn, theo lời đề nghị của Paul McCartney.

### 1980–84:The GamevàThe Works

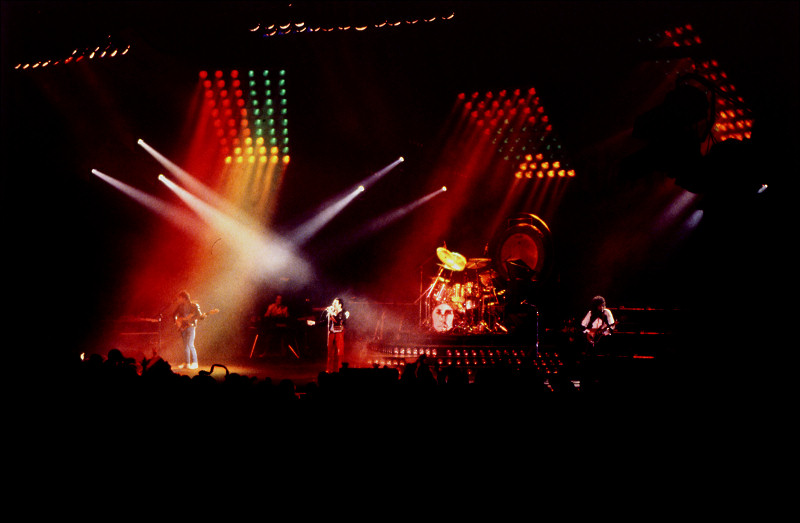
Queen trình diễn tại Drammen, Na Uy trong Hot Space Tour vào tháng 4 năm 1982.

Queen bắt đầu thập niên 1980 với album The Game. Đĩa đơn "Crazy Little Thing Called Love" và "Another One Bites The Dust" đạt hạng nhất tại Mỹ. Sau khi dự một đêm nhạc của Queen ở Los Angeles, Michael Jackson gợi ý với Mercury sau cánh gà rằng "Another One Bites the Dust" nên phát hành làm đĩa đơn và vào tháng 10 năm 1980, bài hát giữ vị trí quán quân trong 3 tuần. Album dẫn đầu Billboard 200 trong 5 tuần và bán hơn 4 triệu bản ở Mỹ. Đây là album đầu tiên của Queen xuất hiện đàn synthesizer. Trước đây, album của nhóm có đề dòng ghi chú "No Synthesisers!", được cho là để phản ánh lập trường pro-"hard"-rock và anti-synth. Tháng 9 năm 1980, Queen trình diễn trong 3 đêm cháy vé ở Madison Square Garden. Năm 1980, Queen còn phát hành album nhạc phim Flash Gordon. Tại Giải thưởng Âm nhạc Mỹ 1981, "Another One Bites the Dust" giành giải "Đĩa đơn Pop/Rock được yêu thích" và Queen nằm trong đề cử hạng mục "Ban nhạc Pop/Rock được yêu thích".

Queen với cầu thủ bóng đá người Argentina Diego Maradona (giữa) trong chuyến lưu diễn The Game Tour ở Nam Mỹ

Tháng 2 năm 1981, Queen đến Nam Mỹ để thực hiện The Game Tour, là ban nhạc rock lớn đầu tiên trình diễn tại sân vận động Mỹ La Tinh. Chuyến lưu diễn gồm năm đêm nhạc ở Argentina, thu hút lượng khán giả lớn nhất trong một đêm diễn trong lịch sử quốc gia này, với gần 300.000 người tham dự tại Buenos Aires. Họ đã phá vỡ kỷ lục thế giới về số người tham dự, 131.000 người trong đêm đầu tiên và 251.000 trong hai ngày ở sân vận động Morumbi, São Paulo, Brazil. Tháng 10 năm đó, Queen trình diễn trước hơn 150.000 người hâm mộ tại Monterrey (Estadio Universitario) và Puebla (Estadio Zaragoza), Mexico. Một trong những màn trình diễn nổi bật của nhóm trong The Game là "Save Me" tại Montreal và được thu lại trong album Queen Rock Montreal. Trong năm này, Queen hợp tác với David Bowie trong đĩa đơn quán quân tại Anh "Under Pressure". Bản thân sự hợp tác này mang tính chất tự phát khi Bowie tình cờ tới phòng thu khi Queen đang tiến hành thu âm. Tháng 10 năm đó, Queen phát hành album tổng hợp đầu tiên mang tên Greatest Hits, tập hợp những điểm nhấn của nhóm từ năm 1974–1981. Đây là album bán chạy nhất trong lịch sử xếp hạng Anh Quốc, có 450 tuần nằm trong bảng xếp hạng UK Album Chart. Album giành 8 lần chứng nhận Bạch kim tại Mỹ và bán hơn 25 triệu bản toàn thế giới. Taylor là thành viên đầu tiên của nhóm ra mắt album đơn ca vào năm 1981, mang tựa đề Fun in Space.

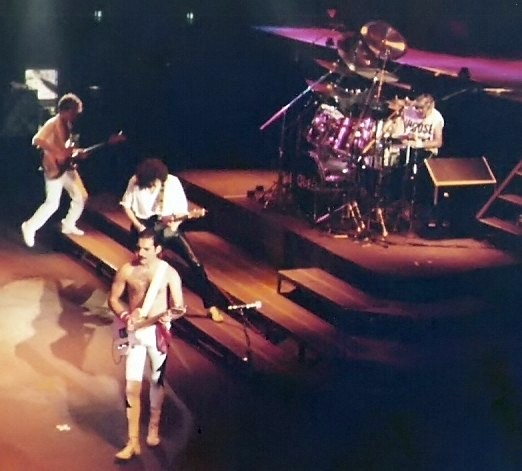
Queen trình diễn tại Frankfurt vào ngày 26 tháng 9 năm 1984.

Năm 1982, ban nhạc ra mắt album Hot Space, phối hợp nhiều thể loại như rock, pop rock, dance, funk và R&B. Hầu hết album này thu âm tại Munich trong giai đoạn bất ổn của nhóm: Taylor và May không hài lòng với giai điệu mới, chỉ trích sự can thiệp của quản lý Paul Prenter đối với Mercury. May cũng gay gắt đối với Prenter vì sự phủ nhận của ông về sức quan trọng của đài phát thanh và truyền thông đối với nhóm nhạc. Nhà phê bình và người hâm mộ đưa ra phản hồi tiêu cực đến album này. Ngày 14 và 15 tháng 9 năm 1982, ban nhạc chơi hai đêm cuối với giọng ca chính Mercury tại The Forum, Inglewood, California. Sau Hot Space Tour, lần cuối cùng nhóm trình diễn tại Bắc Mỹ với Mercury là trong Saturday Night Live mùa thứ 8 vào tháng 9 năm đó. Queen rời khỏi Elektra Records, là hãng đĩa của họ tại Mỹ, Canada, Nhật Bản, Úc và New Zealand, để ký kết cùng EMI/Capitol Records.
Sau khi hợp tác trong hơn 10 năm, Queen quyết định ngừng trình diễn trực tiếp vào năm 1983. Trong thời gian này, họ thu âm album mới tại Record Plant Studios, Los Angeles và Musicland Studios, Munich. Một vài thành viên của nhóm bắt đầu khám phá thêm các lĩnh vực bên ngoài và làm việc độc lập. Taylor ra mắt album riêng Strange Frontier, May kết hợp với Eddie Van Halen phát hành mini-album có tên là Star Fleet Project. Tháng 2 năm 1984, Queen phát hành album phòng thu thứ 11 The Works, cùng các đĩa đơn thành công "Radio Ga Ga", "Hammer to Fall" và "I Want to Break Free". Album này không thể hiện tốt tại Mỹ, trong khi giành 3 lần chứng nhận Bạch kim tại Anh và nằm trong UK Albums Chart suốt hai năm. Năm đó, Queen bắt đầu thực hiện The Works Tour, chuyến lưu diễn đầu tiên có sự góp mặt của keyboard Spike Edney. Nhóm biểu diễn vài ngày ở Bophuthatswana, Nam Phi trên vận động ở Sun City vào tháng 10 Trên đường trở về Anh, Queen bị chỉ trích sau khi biểu diễn ở Sun City trong khi nạn phân biệt chủng tộc ở đó đang lên cao. Queen xác nhận rằng họ chỉ chơi nhạc cho những ai muốn nghe và nhấn mạnh rằng buổi biểu diễn đã được tổ chức trước nhiều thành phần khán giả khác nhau. Nhóm quyên góp nhân đạo cho trường khiếm thính và khiếm thị, trong khi Liên đoàn Nhạc sĩ Anh Quốc ra lệnh phạt và đưa nhóm vào danh sách đen.

### 1985–88: Live Aid và những năm sau đó
Tháng 1 năm 1985, ban nhạc dẫn đầu hai đêm diễn Rock in Rio tại Rio de Janeiro, Brazil trước 300.000 khán giả mỗi đêm. Boston Globe mô tả đây là "màn trình diễn đáng nhớ". Chương trình được thu lại và phát hành dưới định dạng VHS với tựa đề Queen: Live in Rio, trình chiếu trên kênh MTV tại Mỹ. Tháng 4 và 5 năm 1985, nhóm hoàn thành Works Tour với nhiều đêm cháy vé tại Úc và Nhật Bản. Tại Live Aid, Queen trình diễn trước 72.000 khán giả tại Wembley ngày 13 tháng 7 năm 1985, thu hút 1.9 tỷ người xem trên truyền hình. Ban tổ chức chương trình, Bob Geldof và Midge Ure, nhiều nghệ sĩ khác như Elton John, Cliff Richard và Dave Grohl, cùng nhiều nhà báo âm nhạc từ BBC, CNN, Rolling Stone, MTV, The Telegraph khẳng định Queen là điểm nhấn của đêm diễn. Một cuộc bình chọn năm 2005 cho thấy đây là màn trình diễn rock vĩ đại nhất. Sau màn trình diễn thành công, doanh thu đĩa của nhóm tăng cao và cuối năm 1985, Queen phát hành đĩa đơn "One Vision", bài hát thứ ba mà cả bốn thành viên cùng ghi danh sáng tác. Một bộ đĩa giới hạn bao gồm toàn bộ album của nhóm được ra mắt với tựa đề The Complete Works. Bộ đĩa còn chứa nhiều ca khúc chưa phát hành, nổi bật có đĩa đơn "Thank God It's Christmas" năm 1984.

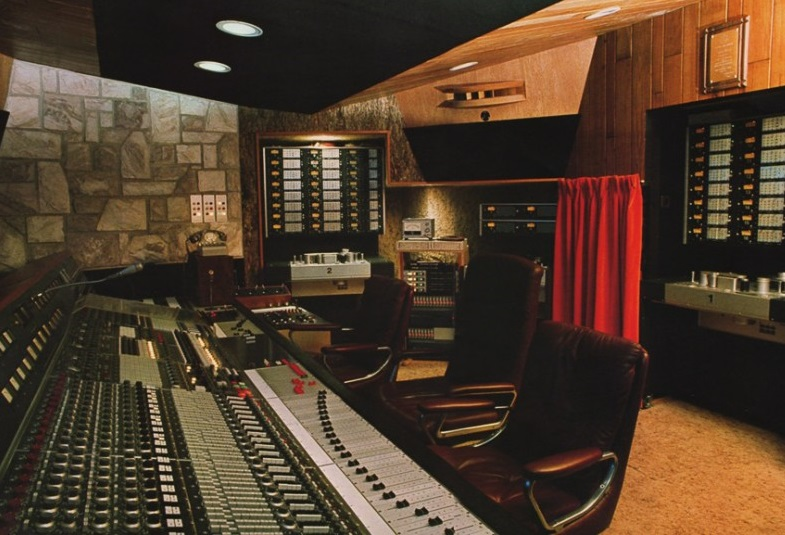
Queen thu âm sáu album phòng thu tại Mountain Studios, Montreux, Thụy Sĩ từ năm 1978 đến 1995.

Đầu năm 1986, Queen thu âm A Kind of Magic, gồm một loạt những ca khúc phối lại cho bộ phim hành động kỳ ảo Highlander của Russell Mulcahy. Album phát hành đĩa đơn thành công "A Kind of Magic", cùng những ca khúc xuất hiện trên bảng xếp hạng như "Who Wants to Live Forever", "Friends Will Be Friends" và "Princes of the Universe". Mùa hè 1986, Queen thực hiện chuyến lưu diễn cuối cùng với Freddie Mercury. Chương trình lần nữa hợp tác với Spike Edney. Điểm nhấn của chuyến lưu diễn được thu lại trong album trực tiếp Queen at Wembley, phát hành dưới dạng CD và VHS/DVD, 5 lần giành chứng nhận Bạch kim tại Mỹ và 4 lần tại Anh. Vì không thể trình diễn tại Wembley trong đêm nhạc thứ 3, họ chơi tại Knebworth Park, bán hết vé trong chưa đầy hai tiếng và thu hút hơn 120.000 người hâm mộ. Queen bắt đầu lưu diễn tại Stockholm, Thụy Điển. Tại Slane Castle, Ireland, họ trình diễn trước 95.000 khán giả, phá vỡ kỷ lục tham dự tại nơi này. Tại Budapest, họ trình bày trong đêm nhạc cùng Iron Curtain, thu hút 80.000 khán giả, là lượng người xem trong đêm hòa nhạc rock cao nhất tại khu vực Đông Âu. Hơn 1 triệu người xem đã Queen lưu diễn—400.000 người trong số đó đến từ Anh Quốc, một kỷ lục vào thời điểm đó.
Sau khi hợp tác trong nhiều dự án đơn ca năm 1988 (gồm sự kết hợp của Mercury và Montserrat Caballé trong Barcelona), nhóm phát hành The Miracle năm 1989. Album tiếp nối định hướng trong A Kind of Magic, phần lớn sử dụng âm nhạc pop-rock. Album cho ra các đĩa đơn thành công tại khu vực châu Âu "I Want It All", "Breakthru", "The Invisible Man", "Scandal" và "The Miracle". Trong The Miracle, các bài hát được sáng tác một cách liên thông giữa các thành viên và ghi danh bằng tên nhóm Queen. Trước đây, sáng tác của nhóm ghi nhận ở mỗi thành viên riêng lẻ.

### 1988–92: Mercury: bệnh tật, qua đời và tri ân
Năm 1988, giới truyền thông và người hâm mộ tin rằng Mercury đang mắc căn bệnh AIDS, khiến sức khỏe của ông giảm sút và để lộ thân hình gầy guộc. Mercury dứt khoát phủ nhận thông tin này, khẳng định mình chỉ "mệt mỏi" và quá bận rộn trong các buổi phỏng vấn. Mercury được chẩn đoán dương tính với HIV năm 1987, nhưng không công bố và liên tục phủ nhận điều này. Mặc cho sức khỏe của Mercury, ban nhạc vẫn quyết định thực hiện nhiều album, mở đầu với The Miracle vào mùa hè năm 1989 cùng với Innuendo vào đầu năm 1991. Trong thời gian này, Mercury vẫn là giọng ca chính của nhóm. Năm 1990, Queen kết thúc hợp đồng với Capitol và ký kết cùng Hollywood Records của hãng Disney, nơi sở hữu danh mục âm nhạc của nhóm tại Mỹ và Canada cho đến nay. Tháng 2 năm đó, Mercury xuất hiện lần cuối cùng trước công chúng khi nhận giải Brit cùng nhóm cho "Đóng góp nổi bật cho âm nhạc Anh Quốc".
Innuendo ra mắt đầu năm 1991, với ca khúc cùng tên đạt hạng nhất tại Anh và nhiều đĩa đơn xếp hạng khác, bao gồm "The Show Must Go On". Ca khúc này lần nữa phát hành trong Greatest Hits II vào tháng 10 năm 1991, có bổ sung những màn trình diễn của Queen giữa năm 1981 và 1989. Lúc thu âm "The Show Must Go On", Mercury không thể bước đi nổi, khiến May lo lắng liệu ông có thể trình bày được hay không. May kể: "anh ta bước vào và thể hiện rất tốt, hoàn toàn thả hồn theo giọng hát ấy". Những thành viên còn lại của ban nhạc sẵn sàng thu âm cùng Mercury, mỗi lần khoảng 1–2 tiếng. May nhớ lại "Anh ấy cứ bảo 'Sáng tác thêm cho tôi đi. Viết cho tôi đi. Tôi chỉ muốn hát và thực hiện hết, đến khi tôi đi rồi hãy hoàn thiện nốt.' Anh ta chẳng sợ gì cả, thật đấy." Album tổng hợp thứ hai của nhóm, Greatest Hits II ra mắt tháng 10 năm 1991, là album bán chạy thứ 8 mọi thời đại ở Anh và tiêu thụ 16 triệu bản khắp thế giới.

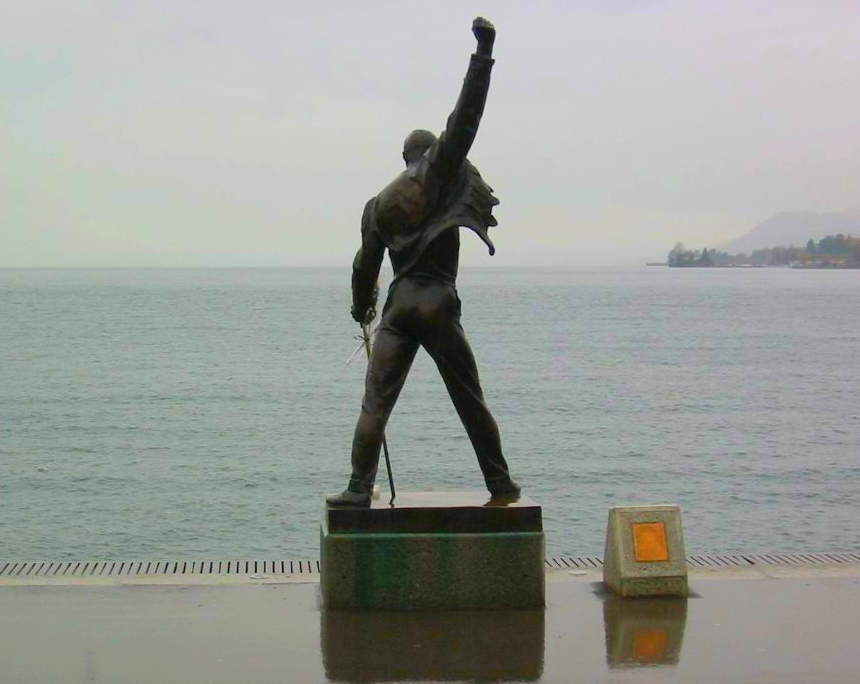
Bức tượng Mercury nhìn về Hồ Geneva tại Montreux, Thụy Sĩ.

Vào ngày 23 tháng 11 năm 1991, Mercury xác nhận mình dương tính với AIDS trên giường bệnh. Trong chưa đầy 24 giờ sau thông báo trên, ông qua đời vì viêm cuống phổi, cộng hưởng từ căn bệnh AIDS. Đám tang tổ chức ngày 27 tháng 11 tại Kensal Green, Đông Luân Đôn trong khuôn khổ gia đình và đạo thờ lửa của ông. "Bohemian Rhapsody" được tái phát hành làm đĩa đơn không lâu sau cái chết của Mercury, với ca khúc "These Are the Days of Our Lives" nằm trên mặt A. Video âm nhạc của "These Are the Days of Our Lives" xuất hiện nhiều hình ảnh cuối cùng của Mercury trên ống kính. Đĩa đơn này lập kỷ lục dẫn đầu tại Anh Quốc 2 lần trong dịp Giáng sinh và trong 4 năm khác nhau (1975, 1976, 1991 và 1992). Lợi nhuận ban đầu của đĩa đơn này – xấp xỉ 1 triệu bảng Anh – được trao tặng cho Terrence Higgins Trust, một quỹ từ thiện dành cho bệnh nhân AIDS.
Queen bắt đầu nổi tiếng trở lại ở khu vực Bắc Mỹ lúc "Bohemian Rhapsody" góp mặt trong bộ phim hài Wayne's World (1992), đạt hạng hai trên Billboard Hot 100 trong 5 tuần (bài hát có 41 tuần nằm trong bảng xếp hạng, tính cả thời gian xếp hạng năm 1976) và thắng một giải Video âm nhạc của MTV. Album tổng hợp Classic Queen còn vươn tới hạng 4 trên Billboard 200 và 3 lần giành chứng nhận Bạch kim tại Mỹ. Vào ngày 20 tháng 4 năm 1992, một buổi hòa nhạc tưởng nhớ Freddie Mercury được tổ chức ở sân vận động Wembley, London trước 72.000 khán giả. Các nghệ sĩ và ban nhạc như Def Leppard, Robert Plant, Guns N' Roses, Elton John, David Bowie, George Michael, Annie Lennox, Seal, Extreme và Metallica cùng với 3 thành viên còn lại của Queen đã trình diễn phần lớn các bài hát nổi tiếng của ban nhạc. Sách kỷ lục Guinness ghi nhận đây là "đêm nhạc rock từ thiện lớn nhất", thu hút hơn 1.2 tỷ người theo dõi khắp thế giới và quyên góp 20 triệu bảng Anh cho các quỹ từ thiện bệnh AIDS. Ngày 25 tháng 11 năm 1996, một bức tượng của Mercury hướng về Hồ Geneva được khánh thành tại Montreux, gần 5 năm sau khi ông mất.

### 1995–2003:Made in Heavenvà 46664 Concert
Album cuối cùng của Queen phát hành vào năm 1995 là Made in Heaven, 4 năm sau cái chết của Freddie Mercury. Album bao gồm các bài hát như "Too Much Love Will Kill You" và "Heaven for Everyone", trích từ những bản thu âm cuối cùng của Freddie trong năm 1991 và kết hợp thêm một số bài từ các album trước. Bài hát "Mother Love" là bản thu âm cuối cùng của Mercury, sử dụng máy đánh trống, sau đó May, Taylor và Deacon sau đó chèn thêm nhạc nền. Sau khi gần hoàn thành, Mercury cảm thấy chưa hoàn thiện và khẳng định "Tôi sẽ hoàn thành nó khi tôi trở lại"; dù vậy, ông chưa bao giờ trở lại phòng thu, vậy nên May thu đoạn cuối của bài hát. Toàn bộ giai đoạn thu âm diễn ra tại phòng thu của ban nhạc ở Montreux, Thụy Sĩ. Album này dẫn đầu tại Anh ngay sau khi phát hành và bán ra hơn 20 triệu bản trên toàn cầu.
Năm 1997, Queen trở lại phòng thu để thu âm "No-One but You (Only the Good Die Young)", ca khúc tưởng nhớ đến Mercury và những người ra đi quá sớm. Bài hát xuất hiện trong album tổng hợp Queen Rocks cuối năm đó. Tháng 1 năm 1997, Queen trình diễn trực tiếp "The Show Must Go On" cùng Elton John và Béjart Ballet trong đêm nhạc tưởng nhớ Mercury, đánh dấu lần trình diễn và xuất hiện cuối cùng của John Deacon, sau khi ông quyết định từ giã sân khấu. Đêm nhạc tại Paris là lần thứ hai mà Queen trình diễn sau khi Mercury qua đời, khiến Elton John thúc giục họ trở lại.

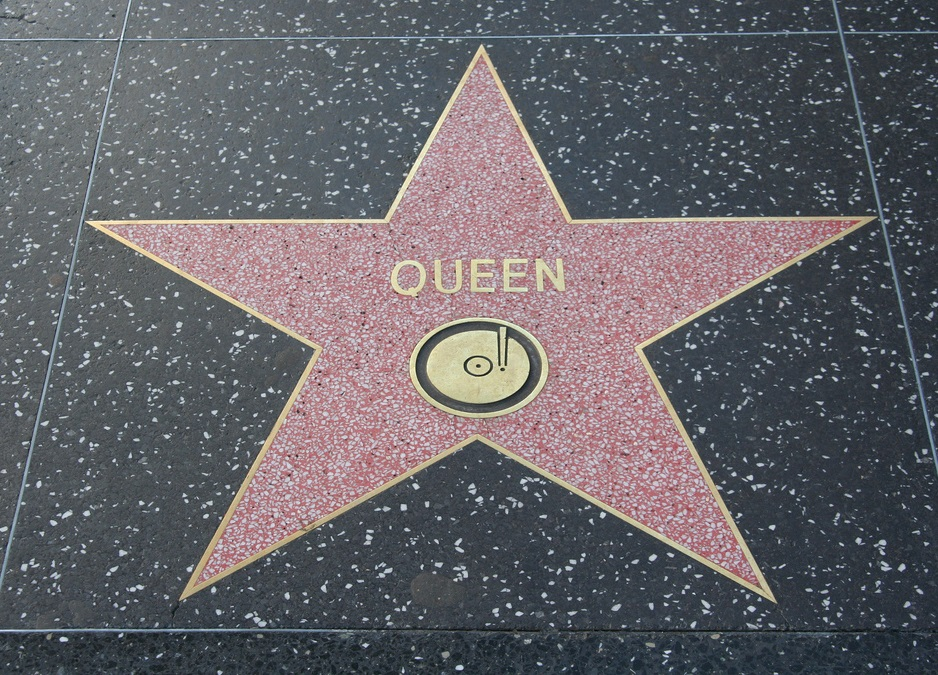
Ngôi sao của Queen tại Đại lộ Danh vọng Hollywood.

Brian May và Roger Taylor cùng nhau trình bày tại nhiều đêm hòa nhạc và lễ trao giải, hát với nhiều khách mời. Thời gian này, họ biểu diễn bằng nghệ danh Queen + theo sau bằng tên nghệ sĩ khách mời. Năm 1998, May trình bày "Too Much Love Will Kill You" bên cạnh Luciano Pavarotti, "Radio Ga Ga", "We Will Rock You" và "We Are the Champions" cùng Zucchero trong đêm nhạc từ thiện của Pavarotti. Họ còn tham dự trong một đêm nhạc khác của Pavarotti tại Modena, Ý vào tháng 5 năm 2003. Nhiều nghệ sĩ khách mời thu âm lại nhiều bài hát của Queen dưới nghệ danh Queen +, như Robbie Williams trong bài hát "We Are the Champions" thuộc album nhạc phim A Knight's Tale (2001).
Năm 1999, album tuyển tập Greatest Hits III được phát hành. Trong album, "Queen + Wyclef Jean" trình bày một phiên bản rap của "Another One Bites the Dust". Một phiên bản trực tiếp của "Somebody to Love" do George Michael trình bày và "The Show Must Go On" cùng Elton John cũng xuất hiện. Đến thời điểm này, Queen trở thành nghệ sĩ có đĩa đơn bán chạy thứ hai trong lịch sử Anh Quốc, đứng sau the Beatles.

### 2004–09: Queen + Paul Rodgers

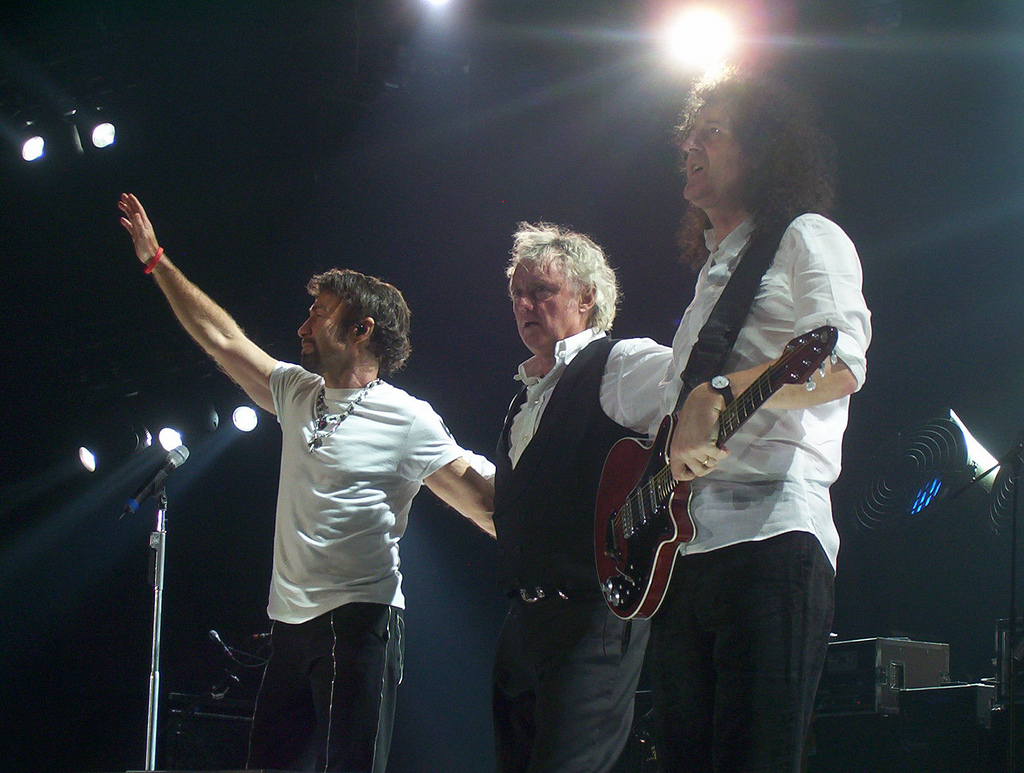
Queen biểu diễn với Paul Rodgers trong tour diễn của nhóm vào năm 2005.

Cuối năm 2004, May và Taylor thông báo họ sẽ tái hợp và trở lại lưu diễn vào năm 2005 với Paul Rodgers (nhà sáng lập kiêm cựu giọng ca chính của Free và Bad Company). Trang web của May Rodgers cũng ghi rằng Rodgers sẽ "góp mặt" cùng Queen dưới dự án mang tên "Queen + Paul Rodgers", chứ không phải để thay thế Mercury. Cựu thành viên nhóm đã giải nghệ là Deacon đã quyết định không tham gia. Tháng 11 năm 2004, Queen là một trong những nghệ sĩ đầu tiên được tiến cử vào Đại sảnh Danh vọng âm nhạc Vương quốc Liên hiệp Anh; lễ trao giải này còn là sự kiện đầu tiên mà Rodgers góp mặt trong vai trò hát chính cùng May và Taylor.
Vào ngày 19 tháng 9 năm 2005, một album đôi thu trực tiếp đã được phát hành, Return of the Champions có Paul Rodgers tham gia. Nó được thu âm vào tháng 5 năm 2005 trong tua diễn Queen và Paul Rodgers ở sân vận động Sheffield Arena ở Sheffield, Anh.
Để phục vụ cho việc kỷ niệm 30 năm ngày ra album A Night at the Opera, một phiên bản mới, gồm 2 đĩa đã được phát hành, ngoài đĩa CD ra còn có cả đĩa DVD với những video của mọi bài hát, ngoại trừ bài "Bohemian Rhapsody" và "You're My Best Friend".
Vào tháng 3 năm 2006, Queen và Paul Rodgers bắt đầu tua diễn ở Mỹ và Canada. Tua diễn này độc lập với chuyến diễn 2 ngày ở Mỹ trong tua đầu tiên của Queen va Paul Rodgers, đánh dấu một tua diễn khá trọn vẹn từ khi tổ chức tua "Hot Space" vào năm 1982. John Deacon đã không tham gia diễn cùng cả nhóm. Queen và Paul Rodgers đã giới thiệu bài hát đầu tiên của họ như là một sự hợp tác, có tên là "Take Love" trong tua diễn tại Mỹ.
Queen và Paul Rodgers chính thức chia tay mà không có thù oán vào ngày 12 tháng 5 năm 2009. Rodgers tuyên bố: "Sự sắp xếp của tôi với [Queen] tương tự như sự sắp xếp của tôi với Jimmy [Page] của ban The Firm ở chỗ nó không bao giờ có nghĩa là một sự sắp xếp lâu dài". Rodgers không loại trừ khả năng làm việc với Queen một lần nữa.

### 2009-2011: Tách khỏi EMI, kỷ niệm 40 năm thành lập
Vào ngày 20 tháng 5 năm 2009, May và Taylor đã biểu diễn "We Are the Champions" trong đêm chung kết mùa của American Idol với người chiến thắng Kris Allen và á quân Adam Lambert cùng hát bản song ca. Vào giữa năm 2009, sau khi chia tay Queen + Paul Rodgers, trang web trực tuyến của Queen đã công bố một bản tổng hợp các hit lớn nhất có tên Absolute Greatest. Album được phát hành vào ngày 16 tháng 11 và đạt vị trí thứ 3 trong Bảng xếp hạng chính thức của Vương quốc Anh. Album bao gồm 20 bản hit lớn nhất của Queen bao trùm toàn bộ sự nghiệp của họ và được phát hành ở bốn định dạng khác nhau: đĩa đơn, đĩa đôi (có chú thích), đĩa đôi với sách đặc trưng và bản ghi vinyl. Trước khi phát hành, Queen đã tổ chức một cuộc thi trực tuyến để đoán danh sách ca khúc là quảng cáo cho album. Vào ngày 30 tháng 10 năm 2009, May đã viết một lá thư fanclub trên trang web của mình nói rằng Queen không có ý định lưu diễn vào năm 2010 nhưng có khả năng có một buổi biểu diễn. Vào ngày 15 tháng 11 năm 2009, May và Taylor đã biểu diễn "Bohemian Rhapsody" trực tiếp trên chương trình truyền hình Anh The X Factor cùng với các thí sinh.
Vào ngày 7 tháng 5 năm 2010, May và Taylor tuyên bố rằng họ đã tách khỏi hãng thu âm của họ, EMI, sau gần 40 năm. Vào ngày 20 tháng 8 năm 2010, người quản lý của Queen, Jim Beach đã đưa ra một Bản tin cho biết ban nhạc đã ký hợp đồng mới với Universal Music. Trong một cuộc phỏng vấn cho HARDtalk trên BBC vào ngày 22 tháng 9, tháng 5 đã xác nhận rằng thỏa thuận mới của ban nhạc là với Island Records, một công ty con của Universal Music Group. Tuy nhiên, Hollywood Records vẫn là nhãn hiệu của nhóm tại Hoa Kỳ và Canada. Như vậy, lần đầu tiên kể từ cuối những năm 1980, danh mục của Queen giờ đây có cùng một nhà phân phối trên toàn thế giới, vì Universal phân phối cho cả hai nhãn hiệu Island và Hollywood (trong một thời gian cuối những năm 1980, Queen đã có mặt trên Capitol Records thuộc sở hữu của EMI tại Mỹ).
Vào ngày 14 tháng 3 năm 2011, đánh dấu kỷ niệm 40 năm của ban nhạc, năm album đầu tiên của Queen đã được phát hành lại ở Anh và một số vùng lãnh thổ khác dưới dạng phiên bản cao cấp được làm lại (phiên bản Mỹ được phát hành vào ngày 17 tháng 5). Năm album thứ hai của danh mục trở lại của Queen đã được phát hành trên toàn thế giới vào ngày 27 tháng 6, ngoại trừ Hoa Kỳ và Canada (27 tháng 9). Năm album cuối cùng đã được phát hành tại Anh vào ngày 5 tháng 9.
Vào tháng 5 năm 2011, giọng ca của Jane's Addiction, Perry Farrell đã lưu ý rằng Queen hiện đang săn tay bass cũ và hiện tại của họ, Chris Chaney để tham gia ban nhạc. Farrell tuyên bố: "Tôi phải giữ Chris tránh xa Queen, vốn muốn anh ta và họ sẽ không lấy được anh ta trừ khi chúng tôi không làm gì cả. Sau đó, họ có thể có anh ta. "  Trong cùng tháng đó, Paul Rodgers tuyên bố anh có thể đi lưu diễn cùng Queen một lần nữa trong tương lai gần. Tại lễ trao giải Broadcast Music 2011, Incorporated (BMI) được tổ chức tại London vào ngày 4 tháng 10, Queen đã nhận được giải thưởng Biểu tượng BMI để ghi nhận thành công khi phát sóng ở Mỹ. Tại lễ trao giải âm nhạc MTV châu Âu 2011 vào ngày 6 tháng 11, Queen đã nhận được giải thưởng Biểu tượng toàn cầu mà Katy Perry đã trao cho Brian May. Queen đã kết thúc lễ trao giải, với Adam Lambert hát biểu diễn các bài "The Show Must Go On", "We Will Rock You" và "We Are the Champions". Sự hợp tác đã thu được một phản ứng tích cực từ cả người hâm mộ và các nhà phê bình, dẫn đến suy đoán về các dự án trong tương lai cùng nhau.

### 2011-nay: Queen + Adam Lambert,Queen Forever

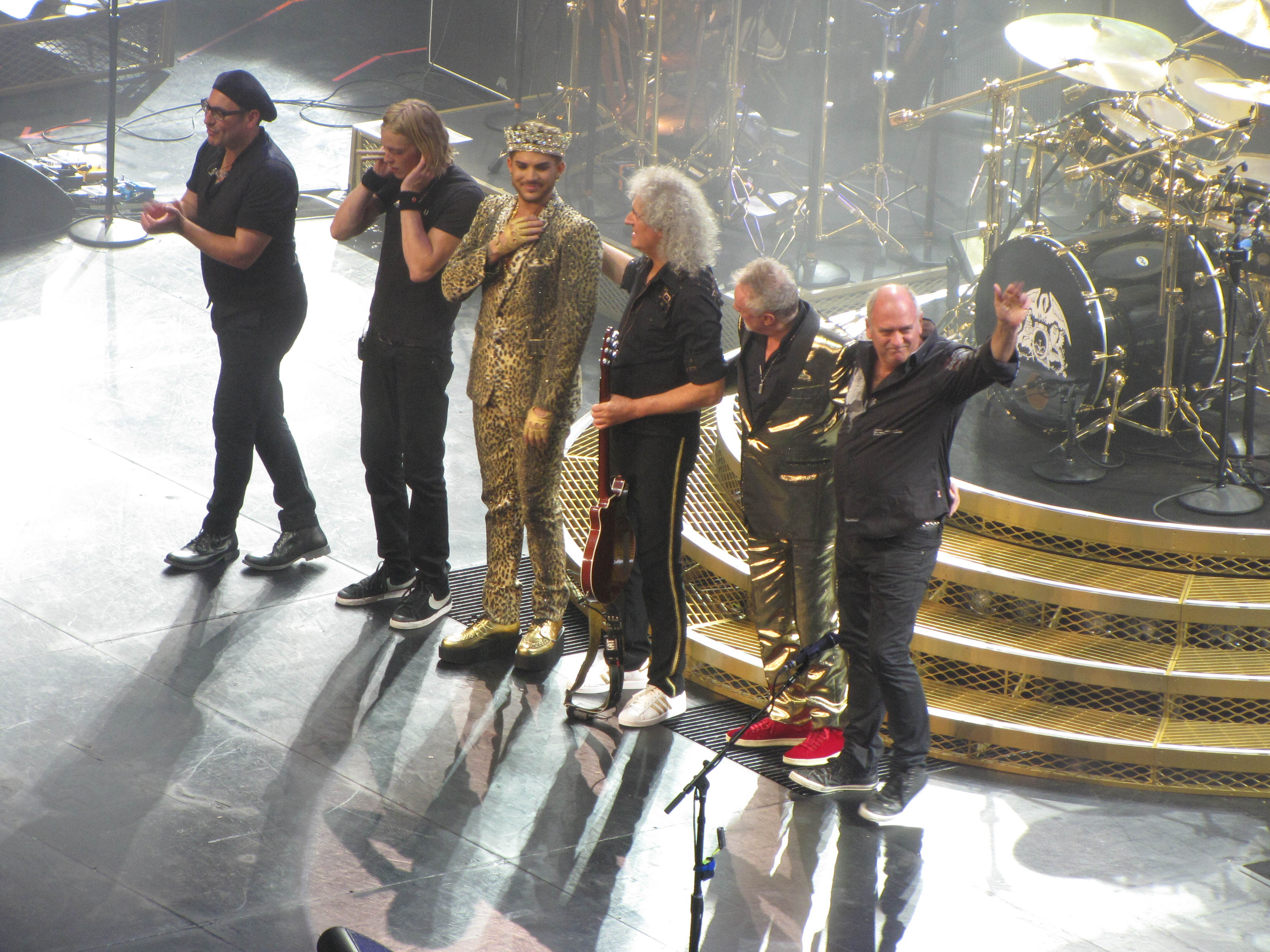
Buổi hòa nhạc của Queen + Adam Lambert tại TD Garden, Boston vào tháng 7 năm 2014

Vào ngày 25 và 26 tháng 4, tháng 5 và Taylor đã xuất hiện trên chương trình American Idol thứ 11 tại Nhà hát Nokia, Los Angeles, biểu diễn một chuỗi bài medley của Queen với sáu người vào chung kết trong chương trình đầu tiên và ngày hôm sau đã biểu diễn " Somebody to Love " với ban nhạc 'Queen Extravaganza'. Queen đã được lên kế hoạch để hát chính trong Sonisphere tại Knebworth vào ngày 7 tháng 7 năm 2012 với Adam Lambert  trước khi lễ hội này bị hủy bỏ. Buổi hòa nhạc cuối cùng của Queen với Freddie Mercury là ở Knebworth năm 1986. Brian May nhận xét: "Đó là một thử thách xứng đáng với chúng tôi và tôi chắc chắn Adam sẽ gặp được sự chấp thuận của Freddie."  Queen bày tỏ sự thất vọng về việc hủy bỏ lịch diễn và đưa ra một tuyên bố rằng họ đang muốn tìm một địa điểm khác. Queen + Adam Lambert đã chơi hai chương trình tại Hammersmith Apollo, London vào ngày 11 và 12 tháng 7 năm 2012. Cả hai chương trình đều bán hết vé trong vòng 24 giờ sau khi vé được mở bán. Một buổi biểu diễn thứ ba ở London đã được lên kế hoạch vào ngày 14 tháng 7. Vào ngày 30 tháng 6, Queen + Lambert đã biểu diễn tại Kiev, Ukraine trong buổi hòa nhạc chung với Elton John cho Quỹ Elena Pinchuk ANTIAIDS. Queen cũng đã biểu diễn với Lambert vào ngày 3 tháng 7 năm 2012 tại Sân vận động Olympic của Moscow, và vào ngày 7 tháng 7 năm 2012 tại Sân vận động Thành phố ở Warsaw, Ba Lan.

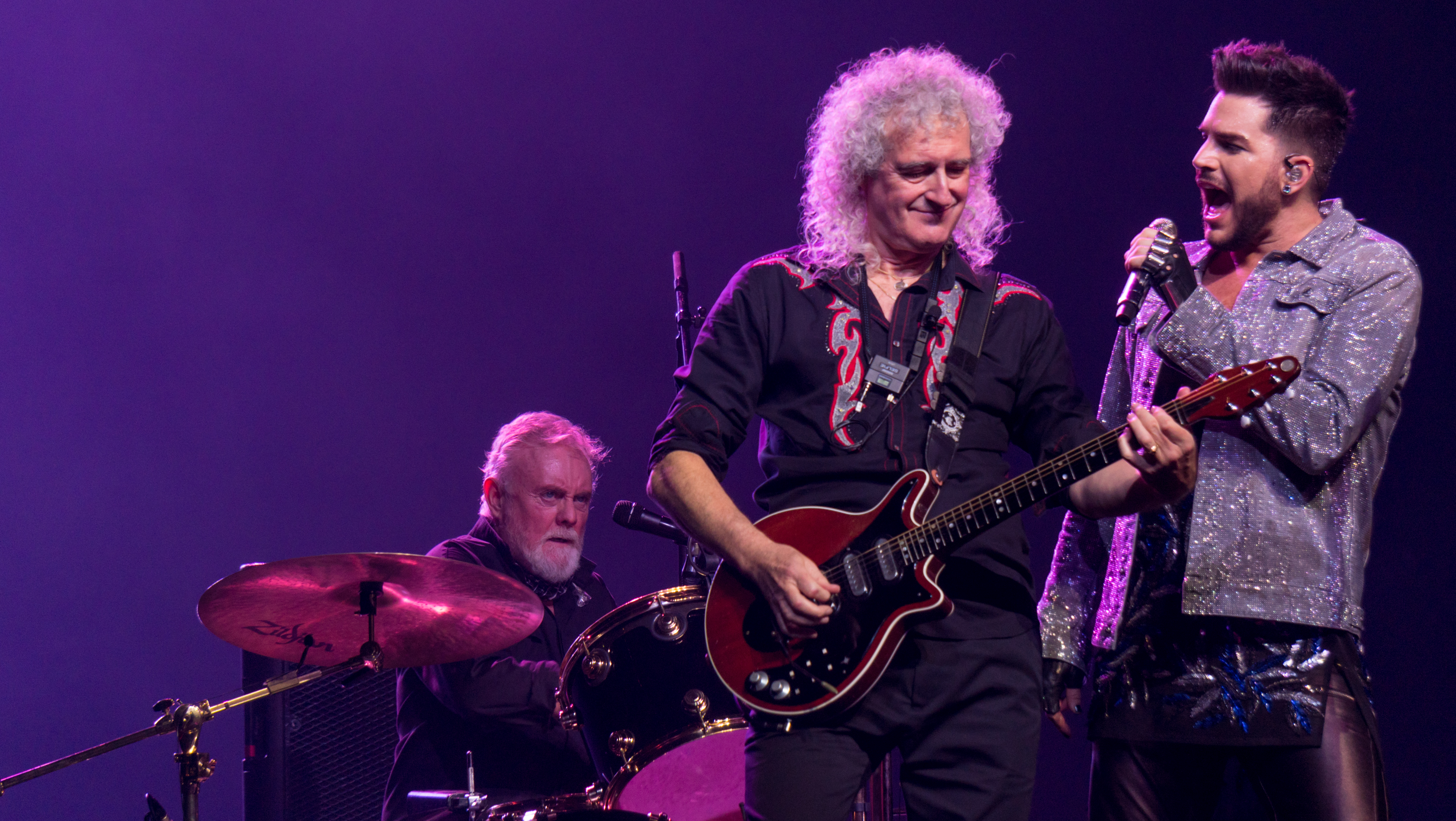
Queen biểu diễn cùng Adam Lambert trong chuyến lưu diễn năm 2017 của họ

Vào ngày 12 tháng 8 năm 2012, Queen đã biểu diễn tại lễ bế mạc Thế vận hội Mùa hè 2012 tại London. Buổi biểu diễn tại Sân vận động Olympic London đã mở đầu bằng một video clip được làm lại đặc biệt của Mercury trên sân khấu thực hiện thói quen gọi và trả lời của anh ấy trong buổi hòa nhạc năm 1986 của họ tại Sân vận động Wembley. Sau đó, May đã biểu diễn một phần của " Brighton Rock " trước khi được Taylor và nữ nghệ sĩ solo Jessie J tham gia biểu diễn cho "We Will Rock You".
Vào ngày 20 tháng 9 năm 2013, Queen + Adam Lambert đã biểu diễn tại Liên hoan âm nhạc iHeartRadio tại MGM Grand Hotel &amp; Casino ở Las Vegas. Queen + Adam Lambert đã đi lưu diễn Bắc Mỹ vào mùa hè 2014  và Úc và New Zealand vào tháng 8 / tháng 9 năm 2014. Trong một cuộc phỏng vấn với Rolling Stone, May và Taylor nói rằng mặc dù các chuyến lưu diễn với Lambert có số lượng hạn chế, họ vẫn sẵn sàng để anh trở thành thành viên chính thức và xử lý tài liệu âm nhạc mới với anh.
Vào tháng 11 năm 2014, Queen đã phát hành album mới Queen Forever. Album phần lớn là một bản tổng hợp các tài liệu được phát hành trước đó nhưng có ba bài hát Queen mới có giọng hát từ Mercury với sự hỗ trợ được thêm vào bởi các thành viên còn sống của Queen. Một ca khúc mới, " Phải có nhiều thứ hơn cuộc sống này ", là bản song ca giữa Mercury và Michael Jackson. Queen + Adam Lambert đã biểu diễn dưới bóng của Big Ben tại Hội trường Trung tâm, Westminster, trung tâm Luân Đôn tại buổi hòa nhạc mừng năm mới của Big Ben vào đêm giao thừa năm 2014 và ngày đầu năm mới 2015.
Năm 2016, nhóm bắt đầu đi khắp châu Âu và châu Á trong tour diễn lễ hội mùa hè 2016 của Queen + Adam Lambert. Điều này bao gồm việc khép lại Lễ hội Isle of Wight ở Anh vào ngày 12 tháng 6, nơi họ biểu diễn "Who Wants to Live Forever " như một sự tưởng nhớ đến các nạn nhân của vụ xả súng hàng loạt tại một hộp đêm đồng tính ở Orlando, Florida vào đầu ngày hôm đó. Vào ngày 12 tháng 9, họ đã biểu diễn tại Công viên Hayarkon ở Tel-Aviv, Israel lần đầu tiên trước 58.000 người. Là một phần của Queen + Adam Lambert Tour 2017 mùa hè 2018, ban nhạc đã lưu diễn Bắc Mỹ vào mùa hè năm 2017, lưu diễn châu Âu vào cuối năm 2017, trước khi chơi ngày ở Úc và New Zealand vào tháng 2 và tháng 3 năm 2018. Vào ngày 24 tháng 2 năm 2019, Queen + Adam Lambert đã khai mạc lễ trao giải Oscar lần thứ 91 được tổ chức tại Nhà hát Dolby ở Hollywood, Los Angeles. Họ sẽ biểu diễn ở Bắc Mỹ trong The Rhapsody Tour vào tháng 7 và tháng 8 năm 2019.

## Phong cách nghệ thuật và ảnh hưởng

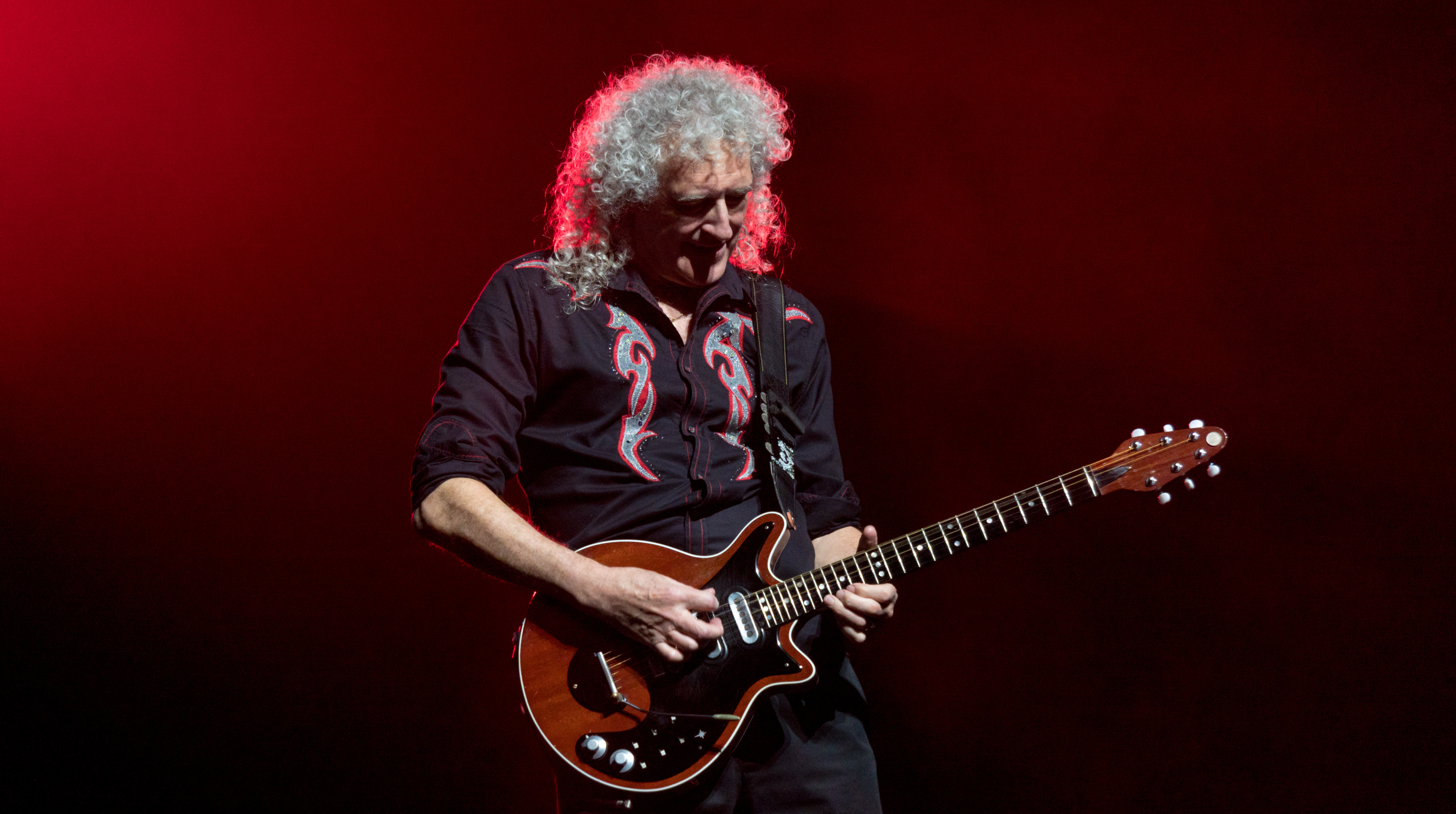
Brian May chơi Red Special tùy chỉnh của mình tại London năm 2017. Ông đã sử dụng cây đàn này gần như độc quyền kể từ khi ban nhạc xuất hiện vào đầu những năm 1970.

Queen đã lấy cảm hứng nghệ thuật từ các ban nhạc rock của Anh những năm 1960 và đầu thập niên 1970 như The Beatles, Kinks, Cream, Led Zeppelin, Pink Floyd, Who, Black Sabbath, Slade, Deep Purple, David Bowie, Genesis và Yes, tay guitar người Mỹ Jimi Hendrix, Mercury còn được truyền cảm hứng từ ca sĩ phúc âm Aretha Franklin. Họ gọi The Beatles là "kinh thánh của chúng tôi theo cách họ sử dụng phòng thu và họ vẽ tranh và sử dụng hòa âm theo bản năng tuyệt vời của họ." 
Khi bắt đầu vào đầu những năm 1970, âm nhạc của Queen đã được đặc trưng là "Led Zeppelin kết hợp với Yes" do sự kết hợp của "thái cực của âm guitar điện / âm thanh và sử thi nhiều phần lấy cảm hứng từ tưởng tượng". Trong cuốn sách của mình, Essential Hard Rock và Heavy Metal, Eddie Trunk mô tả Queen là "một ban nhạc cốt lõi là hard rock nhưng là một ban nhạc rock có mức độ uy nghi và sân khấu cao mang đến một chút gì đó cho mọi người", cũng như quan sát rằng ban nhạc "nghe rất Anh". Rob Halford of Judas Priest nhận xét: "Thật hiếm khi bạn đấu tranh để gắn nhãn cho một ban nhạc. Nếu bạn là một ban nhạc heavy metal, bạn có nghĩa là trông và nghe giống như một ban nhạc heavy metal nhưng bạn thực sự không thể gọi Queen là bất cứ cái gì. Họ có thể là một ban nhạc pop một ngày nào đó hoặc ban nhạc đã viết 'Bicycle Race' và sau đó lại viết một bài hát metal đầy đủ kế tiếp. Xét về độ sâu của bối cảnh âm nhạc mà họ sáng tác, nó rất giống với mức độ sáng tác đa dạng của The Beatles." 
Queen sáng tác các ca khúc lấy cảm hứng từ nhiều thể loại nhạc khác nhau, thường với thái độ tặc lưỡi. Các phong cách âm nhạc và thể loại mà họ đã kết hợp bao gồm progressive rock (còn được gọi là rock giao hưởng), art rock, glam rock, arena rock, heavy metal, pop rock, psychedelic rock, baroque pop, và rockabilly. Queen cũng viết những bài hát lấy cảm hứng từ các phong cách âm nhạc đa dạng mà thường không liên quan đến các nhóm nhạc rock như opera, nhạc dân gian, phúc âm, ragtime, và dance/disco. Đĩa đơn năm 1980 của họ "Another One Bites the Dust" trở thành một hit lớn trong thể loại nhạc funk rock. Một số bài hát của Queen được sáng tác với sự tham gia của khán giả khi hát, như "We Will Rock You" và "We Are the Champions". Tương tự như vậy, "Radio Ga Ga" đã trở thành một tuyệt phẩm vì "đám đông vỗ tay giống như họ đang ở trong một cuộc biểu tình ở Nuremberg".
Năm 1963, cậu thiếu niên Brian May và cha anh đã tự chế tạo cây đàn guitar đặc biệt Red Special, được thiết kế nhằm mục đích phản hồi âm thanh. May đã sử dụng bộ khuếch đại Vox AC30 gần như độc quyền kể từ cuộc gặp với người anh hâm mộ lâu năm Rory Gallagher tại một buổi biểu diễn ở London vào cuối những năm 1960 / đầu những năm 1970. Thử nghiệm âm thanh sonic có rất nhiều trong các bài hát của Queen. Một đặc điểm đặc biệt trong âm nhạc của Queen là những bản hòa âm giọng hát thường được tạo nên từ những giọng ca của May, Mercury và Taylor được nghe nhiều nhất trong các album phòng thu A Night at the Opera và A Day at the Races. Một số công việc cơ bản cho sự phát triển của âm thanh này có thể được quy cho nhà sản xuất Roy Thomas Baker và kỹ sư Mike Stone. Bên cạnh những hòa âm các giọng hát, Queen còn được biết đến với những giọng hát đa kênh để bắt chước âm thanh của một dàn hợp xướng lớn thông qua các âm bội. Chẳng hạn, theo Brian May, có hơn 180 giọng hát chồng lên nhau trong "Bohemian Rhapsody". Cấu trúc giọng hát của ban nhạc đã được so sánh với Beach Boys.

## Video âm nhạc

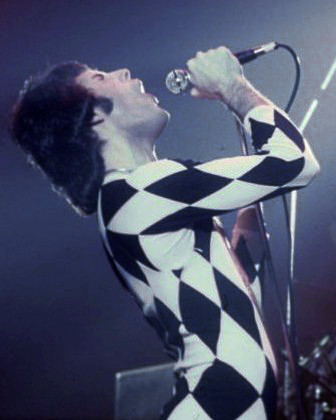
Mercury biểu diễn trong trang phục Harlequin. Anh xuất hiện trong bộ trang phục phiên bản nửa đen, nửa trắng trong video âm nhạc cho "We Are the Champions".

Được Bruce Gowers đạo diễn, video âm nhạc của Bohemian Rhapsody cho thấy ban nhạc chấp nhận sự nhạy cảm "suy đồi". Làm lại bức ảnh của ban nhạc Mick Rock từ bìa của Queen II - được lấy cảm hứng từ một bức ảnh của nữ diễn viên Marlene Dietrich trong Shanghai Express (1932) - video mở đầu với "Queen đứng trong đội hình kim cương, đầu nghiêng về phía sau như Những bức tượng trên đảo Phục sinh trong bóng tối gần khi họ hát một đoạn cappella".
Một trong những đạo diễn video âm nhạc hàng đầu thế giới David Mallet đã đạo diễn một số video tiếp theo của họ. Một số video sau này của họ sử dụng các cảnh quay từ các bộ phim kinh điển: "Under Pressure" kết hợp các bộ phim câm của thập niên 1920 Battleship Potemkin của Sergei Eisenstein và Nosferatu của F. W. Murnau; video năm 1984 cho "Radio Ga Ga" bao gồm các cảnh quay từ Fritz Lang 's Metropolis (1927); "Calling All Girls" là một sự bày tỏ tôn kính đối với THX 1138 của George Lucas; và video "Heaven for Everyone" năm 1995 cho thấy các cảnh quay từ A Trip to the Moon (1902) và The Impossible Voyage (1904) của Georges Méliès. Phần đầu của video ca nhạc của Mallet cho "I Want to Break Free" đã mô phỏng vở opera nổi tiếng của Anh Coronation Street. 
Video âm nhạc cho bài "Innuendo" kết hợp hoạt hình tĩnh vật với rotoscoping và các thành viên ban nhạc xuất hiện dưới dạng hình minh họa và hình ảnh được lấy từ các video âm nhạc của Queen trước đó trên màn hình điện ảnh giống như trong bộ phim Nineteen Eighty-Four. Queen cũng xuất hiện trong các video âm nhạc thông thường hơn. "We Will Rock You" được quay ngoài trời trong khu vườn sau nhà của Roger Taylor trong một ngày giá lạnh đầu tháng 1 năm 1977. Được quay tại Nhà hát New London vào cuối năm đó, video âm nhạc cho "We Are the Champions" có sự tham gia của ban nhạc - với Mercury trong trang phục thương hiệu Harlequin - biểu diễn trước một đám đông nhiệt tình, vẫy chiếc khăn Queen theo cách tương tự như người hâm mộ bóng đá Anh.

## Di sản
Vào năm 2002, "Bohemian Rhapsody" của Queen đã được bình chọn là "ca khúc được yêu thích nhất mọi thời đại tại Vương quốc Anh" trong một cuộc thăm dò được thực hiện bởi Guinness World Records British Hit Singles Book. Năm 2004, bài hát được giới thiệu vào Đại sảnh Danh vọng Grammy. Nhiều học giả coi video âm nhạc "Bohemian Rhapsody" là bước đột phá, ghi nhận nó đã giúp phổ biến hình thức video âm nhạc. Nhà sử học nhạc rock Paul Fowles nói rằng bài hát này "được công nhận rộng rãi là đĩa đơn ăn khách toàn cầu đầu tiên mà video âm nhạc đi kèm là trung tâm của chiến lược tiếp thị". Bài hát đã được ca ngợi là video mở đường cho thời đại MTV. Vào tháng 12 năm 2018, "Bohemian Rhapsody" trở thành bài hát được phát trực tiếp nhiều nhất từ thế kỷ 20 và là bài hát nhạc rock cổ điển được phát trực tuyến nhiều nhất mọi thời đại. Số lượt tải xuống của bài hát và video gốc đã vượt quá 1,6 tỷ trên các dịch vụ phát trực tuyến toàn cầu. Được ca ngợi vì dòng nhạc stadium rock, vào năm 2005, một cuộc thăm dò ý kiến trong ngành đã xếp hạng màn trình diễn của Queen tại Live Aid năm 1985 là buổi diễn trực tiếp hay nhất trong lịch sử. Năm 2007, họ cũng được các thính giả của BBC Radio 2 bầu chọn là ban nhạc vĩ đại nhất trong lịch sử.
Tính đến năm 2005, theo Sách Kỷ lục Guinness, các album của Queen đã dành tổng cộng 1,322 tuần (26 năm) trên UK Albums Chart, nhiều hơn bất kỳ ban nhạc nào khác. Cũng trong năm 2005, với việc phát hành album trực tiếp của họ với Paul Rodgers, Queen đã đứng vị trí thứ ba trong danh sách các nghệ sĩ có thời gian trụ hạng lâu nhất trên bảng xếp hạng âm nhạc Anh. Vào năm 2006, album Greatest Hits là album bán chạy nhất mọi thời đại trong lịch sử bảng xếp hạng Vương quốc Anh, với doanh số 5,407,587 bản, nhiều hơn 604,295 bản so với đối thủ cạnh tranh gần nhất, album Sgt. Pepper's Lonely Hearts Club Band của The Beatles. Tính đến tháng 8 năm 2020, album đã dành 400 tuần trên Billboard 200 của Hoa Kỳ. Album Greatest Hits II của họ là album bán chạy thứ mười ở Vương quốc Anh, với doanh số 3,746,404 bản. Dựa trên doanh thu bán đĩa, vị trí trên bảng xếp hạng Billboard, lượt xem trực tuyến và mức độ phổ biến trên Spotify, năm 2018 trang Business Insider của Mỹ đã xếp Queen đứng thứ ba trong danh sách những ban nhạc rock nổi tiếng nhất mọi thời đại, sau The Beatles và Led Zeppelin.
Ban nhạc đã phát hành tổng cộng 18 album số một, 18 đĩa đơn số một và 10 đĩa DVD số một trên toàn thế giới, giúp họ trở thành một trong những nghệ sĩ âm nhạc bán đĩa nhạc chạy nhất thế giới. Queen đã bán được hơn 170 triệu đĩa, với một số ước tính vượt quá 300 triệu đĩa trên toàn thế giới, bao gồm 34,5 triệu album ở Mỹ tính đến năm 2004. Được giới thiệu vào Đại sảnh Danh vọng Rock and Roll năm 2001, ban nhạc là nhóm duy nhất mà mọi thành viên đã sáng tác nhiều hơn một đĩa đơn đứng đầu bảng xếp hạng và cả bốn thành viên đều được giới thiệu vào Đại sảnh Danh vọng Nhạc sĩ năm 2003. Vào năm 2009, "We Will Rock You" và "We Are the Champions" đã được giới thiệu vào Đại sảnh Danh vọng Grammy, và sau đó đã được bình chọn là bài hát được yêu thích nhất trên thế giới trong cuộc thăm dò âm nhạc toàn cầu năm 2005 của Sony Ericsson. Ban nhạc đã nhận được giải thưởng Ivor Novello cho những đóng góp xuất sắc đối với nền âm nhạc Anh Quốc vào năm 1987 và Bộ sưu tập bài hát xuất sắc vào năm 2005 từ Học viện sáng tác, nhà soạn nhạc và tác giả người Anh. Để ghi nhận sự hòa âm giọng hát của Mercury, May và Taylor, năm 2006, Queen đã được giới thiệu vào Đại sảnh Danh vọng Giọng hát. Năm 2018 họ đã được trao giải Thành tựu trọn đời Grammy. Trong danh sách top 10 cho Nghệ sĩ thu âm toàn cầu của năm, IFPI đã vinh danh Queen là nghệ sĩ bán chạy thứ sáu trên toàn thế giới vào năm 2018 và bán chạy thứ năm vào năm 2019. Vào tháng 1 năm 2020, Queen trở thành ban nhạc đầu tiên cùng với Nữ hoàng Elizabeth II được khắc tên trên một đồng tiền của Anh. Được phát hành bởi Royal Mint, đồng xu kỷ niệm £5 có các nhạc cụ của cả bốn thành viên ban nhạc. Vào tháng 7 năm 2020, Queen trở thành ban nhạc thứ ba (sau The Beatles và Pink Floyd) có mặt trên một loạt tem bưu chính của Vương quốc Anh do Royal Mail phát hành.
Queen là một trong những ban nhạc được yêu thích nhất từ trước đến nay, theo Nick Weymouth, người quản lý trang web chính thức của ban nhạc. Một cuộc khảo sát năm 2001 đã phát hiện ra sự tồn tại của 12,225 trang web dành riêng để viết về Queen, con số cao nhất của bất kỳ ban nhạc nào. Các bản thu âm lậu đã góp phần vào sự phổ biến của ban nhạc ở một số quốc gia nơi âm nhạc phương Tây bị kiểm duyệt, chẳng hạn như Iran. Trong một dự án có tên Queen: Top 100 Bootlegs, nhiều trong số này đã được cung cấp chính thức để tải xuống với một khoản phí danh nghĩa từ trang web của Queen, với phần lợi nhuận sẽ được trao cho Mercury Phoenix Trust. Năm 2004, Queen trở thành nghệ sĩ nhạc rock phương Tây đầu tiên được chính thức chấp nhận ở Iran sau khi phát hành album Greatest Hits của họ. Rolling Stone xếp Queen ở vị trí thứ 52 trong danh sách "100 nghệ sĩ vĩ đại nhất mọi thời đại", trong khi xếp hạng Mercury là ca sĩ vĩ đại thứ 18, và May là tay guitar vĩ đại thứ 26. Độc giả của Rolling Stone đã bầu chọn Mercury là thủ lĩnh vĩ đại thứ hai. Queen được VH1 xếp hạng thứ 13 trong danh sách 100 nghệ sĩ vĩ đại nhất của Hard Rock, và vào năm 2010 ban nhạc cũng được VH1 xếp thứ 17 trong danh sách 100 nghệ sĩ vĩ đại nhất mọi thời đại. Năm 2012, độc giả Gigwise gọi Queen là ban nhạc hay nhất trong 60 năm qua. Eddie Trunk lập luận rằng tầm quan trọng của Queen, tương đồng với Thin Lizzy và Deep Purple, "không được công nhận đầy đủ" ở Hoa Kỳ bởi vì ở những nơi khác, họ "thường chơi với đám đông lớn hơn nhiều ở các địa điểm sân vận động". Queen đã ngừng lưu diễn ở Mỹ vào năm 1982 vì thành công của họ đã bắt đầu suy tàn, nhưng họ vẫn là một "đỉnh cao" của lưu diễn, lấp đầy các sân vận động và đấu trường quốc tế trong những năm 1980 cho đến chuyến lưu diễn cuối cùng (với Mercury) vào năm 1986.

### Ảnh hưởng
Queen đã được coi là có đóng góp đáng kể cho các thể loại như hard rock và heavy metal. Ban nhạc đã được cho là có ảnh hưởng đến nhiều nhạc sĩ khác nhau. Hơn nữa, giống như âm nhạc của họ, nhiều ban nhạc và nghệ sĩ từng chịu ảnh hưởng từ Queen, họ đã bày tỏ sự ngưỡng mộ đối với Queen, trải dài qua nhiều thế hệ, quốc gia và thể loại nhạc khác nhau, bao gồm cả nhạc heavy metal: Judas Priest, Iron Maiden, Metallica, Dream Theater, Trivium, Megadeth, Anthrax, Melvins, Slipknot và Rage Against the Machine; hard rock: Guns N' Roses, Def Leppard, Van Halen, Mötley Crüe, Steve Vai, The Cult, The Darkness, Kid Rock và Foo Fighters; alternative rock: Nirvana, Radiohead, Trent Reznor, Muse, Red Hot Chili Peppers, Jane's Addiction, The Flaming Lips, và The Smashing Pumpkins; shock rock: Marilyn Manson; pop rock: The Killers, My Chemical Romance và Panic! at the Disco; pop: George Michael, Robbie Williams, Adele, Lady Gaga, Katy Perry và Psy.

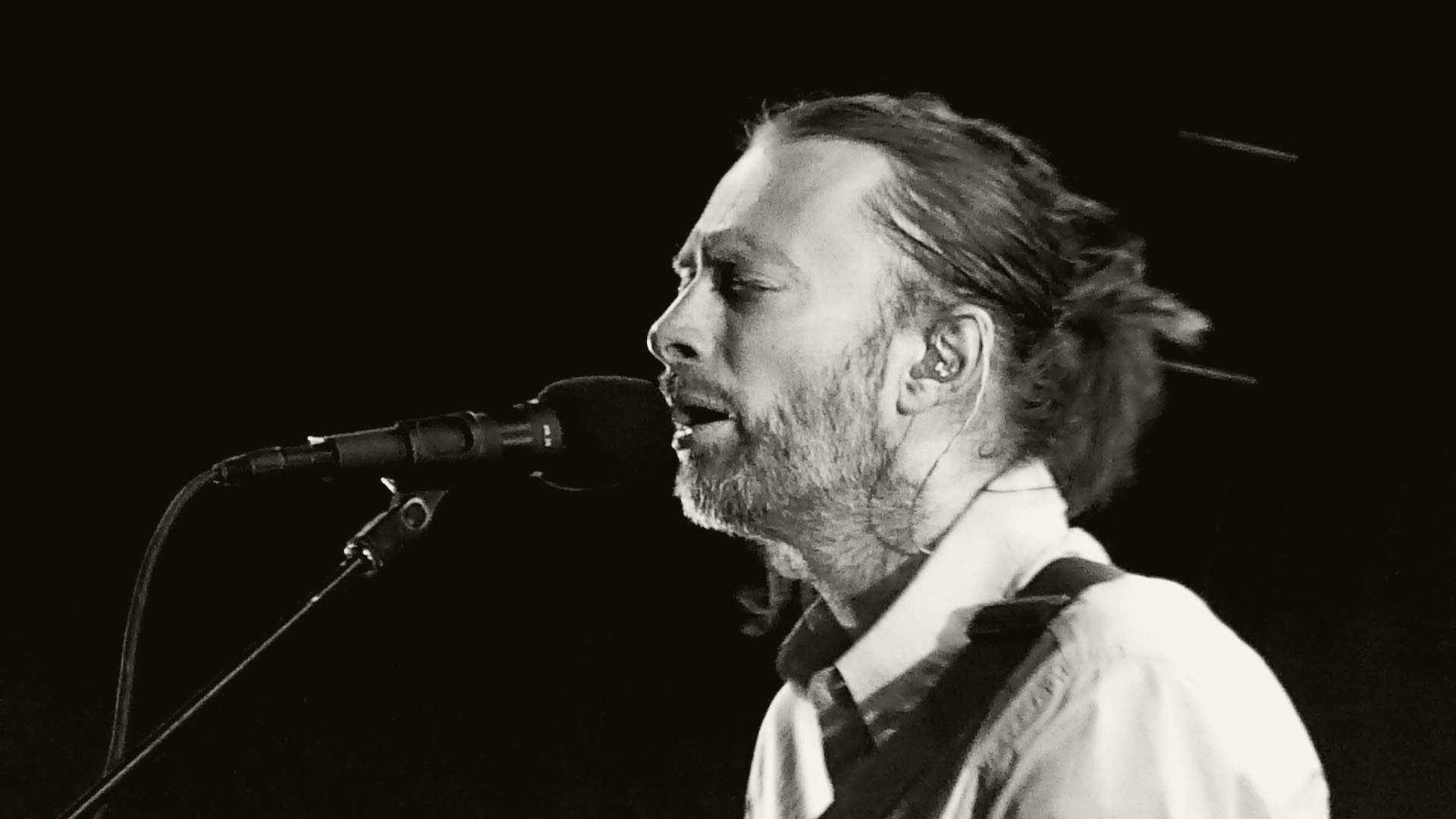
Khi mới 10 tuổi, Thom Yorke của ban nhạc Radiohead đã làm một cây đàn guitar tự chế nhằm bắt chước Brian May.

Đầu những năm 1970, Queen đã giúp thúc đẩy sự phát triển của thể loại heavy metal bằng việc loại bỏ phần lớn ảnh hưởng của nhạc blues. Bài hát "Stone Cold Crazy" năm 1974 của Queen đã được trích dẫn là tiền thân của nhạc speed metal. Metallica đã thu âm một phiên bản hát lại của "Stone Cold Crazy", lần đầu tiên xuất hiện trong album Rubáiyát: Elektra's 40th Anniversary vào năm 1990, và họ vẫn biểu diễn nó trực tiếp vào những năm 2000. Nghệ sĩ guitar người Thuỵ Điển Yngwie Malmsteen, một trong những người tiên phong của dòng nhạc "metal tân cổ điển", đã nghe nhạc của Queen từ khi còn nhỏ, và nhận xét Brian May "rất sáng tạo về sắc điệu và cách điều chỉnh pickup. Brian thường cũng không phụ thuộc vào ngũ cung mà trộn tất cả lại với nhau, và tôi cũng thích làm như vậy." Thom Yorke của Radiohead đã nhận được cây đàn guitar đầu tiên của mình năm 7 tuổi, được khuyến khích sau khi xem May trong buổi phát sóng màn biểu diễn của Queen. Năm 10 tuổi, Yorke đã tự làm cây đàn guitar, cố gắng bắt chước những gì May đã làm với cây Red Special của mình, nhưng anh không hài lòng với kết quả này. Sau đó, Queen là một trong những người có ảnh hưởng đầu tiên đến ban nhạc của Yorke.

## Truyền thông

### Kịch nghệ
Vào tháng 5 năm 2002, một vở nhạc kịch hay "sân khấu nhạc rock" dựa trên các bài hát của Queen, mang tên We Will Rock You đã công chiếu tại Nhà hát Dominion ở West End, London. Vở nhạc kịch này được diễn viên hài kiêm tác giả người Anh Ben Elton phối hợp sáng tác cùng với Brian May và Roger Taylor, được Robert De Niro sản xuất. Nó được tổ chức tại nhiều thành phố trên thế giới. Sự ra mắt của vở nhạc kịch trùng với năm thánh của Nữ hoàng Elizabeth II. Là một phần của lễ kỷ niệm Năm Thánh, Brian May đã biểu diễn một bản độc tấu guitar "God Save the Queen", như ông đã thể hiện trong album A Night at the Opera, từ trên nóc Cung điện Buckingham. Bản thu của buổi biểu diễn này đã được sử dụng làm video âm nhạc cho bài hát trong phiên bản DVD kỷ niệm 30 năm ra mắt của A Night at the Opera. Sau buổi biểu diễn ở Las Vegas vào ngày 8 tháng 9 năm 2004, Queen được giới thiệu vào Hollywood RockWalk ở Sunset Boulevard, Los Angeles.

Biến quảng cáo của We Will Rock You ở Tokyo, Nhật Bản, tháng 11 năm 2006

Sản phẩm ban đầu của nhạc kịch này tại London dự kiến đóng cửa vào Thứ Bảy ngày 7 tháng 10 năm 2006 tại Nhà hát Dominion, nhưng do nhu cầu của công chúng, chương trình đã diễn ra cho đến tháng 5 năm 2014. We Will Rock You trở thành vở nhạc kịch dài nhất từng trình diễn liên tục tại London, vượt qua vở diễn giữ kỷ lục trước đó của vở nhạc kịch Greas. Brian May tuyên bố vào năm 2008 rằng họ đang xem xét viết phần tiếp theo cho We Will Rock You. Vở nhạc kịch đã đi vòng quanh Vương quốc Anh vào năm 2009, biểu diễn tại Nhà hát Manchester Palace, Sunderland Empire, Birmingham Hippodrome và Edinburgh Playhouse.
Sean Bovim đã làm ra vở "Queen at the ballet", một tác phẩm tôn vinh Mercury, sử dụng âm nhạc của Queen như một nhạc nền cho các vũ công của chương trình, người diễn giải những câu chuyện đằng sau các bài hát như "Bohemian Rhapsody", "Radio Ga Ga" và "Killer Queen". Âm nhạc của Queen cũng xuất hiện trong sản phẩm Power Balladz của Off-Broadway, đáng chú ý nhất là bài hát " We Are the Champions", với hai người biểu diễn vở này tin rằng bài hát là "đỉnh cao của thành tựu nghệ thuật trong thời đại của nó".

### Kỹ thuật số
Kết hợp với Electronic Arts, Queen đã phát hành trò chơi điện tử Queen: The eYe vào năm 1998. Bản thân âm nhạc trong vô số ca khúc của Queen được phối lại thành các phiên bản cover với nhạc cụ mới, đã được đón nhận rất hào hứng, nhưng trải nghiệm trò chơi bị cản trở bởi cách chơi kém. Thêm vào vấn đề là trò chơi này có một thời gian phát triển cực kỳ dài, dẫn đến các yếu tố đồ họa dường như đã lỗi thời trước thời điểm phát hành game.
Dưới sự giám sát của May và Taylor, nhiều dự án phục hồi đã được tiến hành liên quan đến danh mục video âm nhạc và ca khúc khổng lồ của Queen. DVD phát hành buổi hòa nhạc Wembley năm 1986 của họ (có tên Live at Wembley Stadium), buổi hòa nhạc Milton Keynes năm 1982 (Queen on Fire – Live at the Bowl), và hai Greatest Video Hits (tập 1 và 2, tập trung vào những năm 1970 và 1980) đã tập hợp các tác phẩm âm nhạc của ban nhạc phối lại thành âm thanh vòm 5.1 và DTS. Cho đến nay, chỉ có hai album của ban nhạc A Night at the Opera và The Game, đã được phối lại đầy đủ thành âm thanh đa kênh có độ phân giải cao trên DVD-Audio. A Night at the Opera đã được phát hành lại với một số bản phối âm thanh vòm 5.1 đã được sửa đổi và các video đi kèm vào năm 2005 để kỷ niệm 30 năm phát hành ban đầu của album (bộ CD + DVD-Video). Vào năm 2007, một phiên bản Blu-ray của các buổi hòa nhạc được phát hành trước đó của Queen, Queen Rock Montreal và Live Aid đã được phát hành, đánh dấu dự án đầu tiên của họ ở độ phân giải 1080p HD.
Queen được nhắc đến nhiều lần trong loạt thương hiệu Guitar Hero: bản cover "Killer Queen" trong Guitar Hero gốc, "We Are The Champions", "Fat Bottomed Girls", và sự hợp tác "C-lebrity" của Paul Rodgers trong một track cho Guitar Hero World Tour, "Under Pressure" với David Bowie trong Guitar Hero 5, "I Want It All" trong Guitar Hero: Van Halen, "Stone Cold Crazy" trong Guitar Hero: Metallica và "Bohemian Rhapsody" trong Guitar Hero: Warriors of Rock. Vào ngày 13 tháng 10 năm 2009, Brian May tiết lộ có "cuộc nói chuyện" đang diễn ra "đằng sau hậu trường" về một trò chơi Queen Rock Band.
Queen cũng đã được giới thiệu nhiều lần trong thương hiệu Rock Band: nó gồm 10 bài hát tương thích với Rock Band, Rock Band 2 và Rock Band 3 (ba trong số đó cũng tương thích với Lego Rock Band). Bản hit "Bohemian Rhapsody" của họ đã được giới thiệu trong Rock Band 3 với sự hỗ trợ đầy đủ về hòa âm và phím. Ban nhạc cũng xuất hiện trong trò chơi video Lego Rock Band dưới dạng hình đại diện Lego có thể chơi được.
Vào tháng 3 năm 2009, Sony Computer Entertainment đã phát hành phiên bản thương hiệu Queen của thương hiệu nhượng quyền karaoke của công ty, SingStar. Trò chơi, có sẵn trên PlayStation 2 và PlayStation 3, có tựa đề là Singstar Queen và có 25 bài hát trên PS3 và 20 trên PS2. "We Will Rock You" và các bài hát khác của Queen cũng xuất hiện trong DJ Hero.
"One Vision" đã được giới thiệu trong trò chơi điện tử thành công Grand Theft Auto IV trên đài phát thanh giả tưởng Liberty Rock Radio 97.8, trong khi "Radio Ga Ga" được giới thiệu trong đoạn giới thiệu cho nhân vật Michael và nhạc nền của trò chơi Grand Theft Auto V.

### Điện ảnh và truyền hình
Nhạc nền cho bộ phim Flash Gordon (1980) là của Queen. Ban nhạc cũng đã đóng góp âm nhạc cho Highlander (bộ phim gốc năm 1986), với "A Kind of Magic", "One Year of Love", "Who Wants to Live Forever", "Hammer to Fall", và ca khúc chủ đạo "Princes of the Universe", cũng được sử dụng làm chủ đề của loạt phim truyền hình Highlander (1992–1998). Tại Hoa Kỳ, "Bohemian Rhapsody" được phát hành lại dưới dạng đĩa đơn vào năm 1992 sau khi xuất hiện trong bộ phim hài Wayne's World. Đĩa đơn này sau đó đã đạt vị trí thứ hai trên Billboard Hot 100 (với "The Show Must Go On" là ca khúc đầu tiên trong đĩa đơn) và giúp khơi dậy sự nổi tiếng của ban nhạc ở Bắc Mỹ.

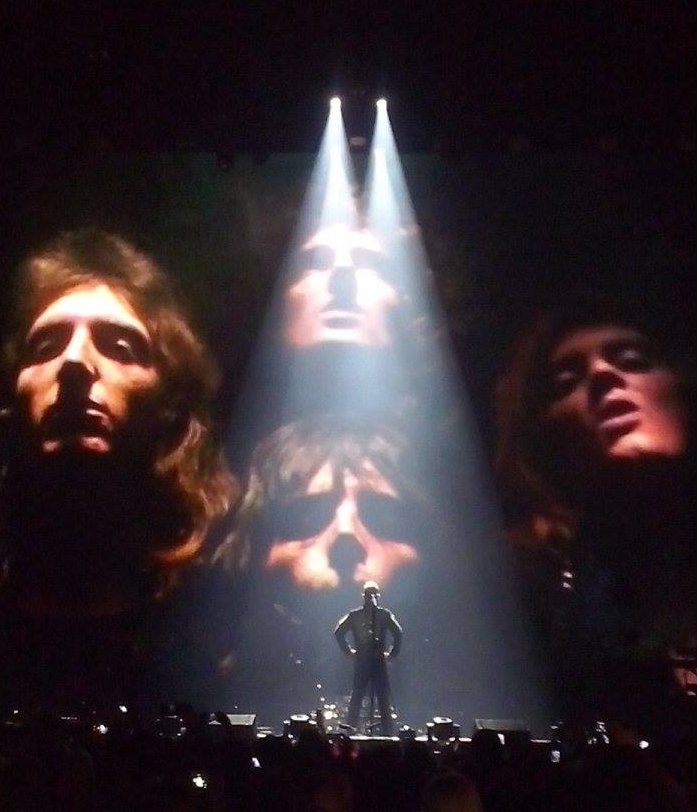
Robbie Williams, trên sân khấu năm 2015 với hình ảnh Queen ở nền sau, đã trình diễn "We Are the Champions" cho bộ phim phiêu lưu thời trung cổ năm 2001 A Knight's Tale

Một số bộ phim có bài hát của họ được thực hiện bởi các nghệ sĩ khác. Một phiên bản "Somebody to Love" của Anne Hathaway được đưa vào bộ phim năm 2004 Ella Enchanted. Năm 2006, Brittany Murphy cũng đã thu âm một bản cover cùng một bài hát cho bộ phim Happy Feet năm 2006. Năm 2001, một phiên bản của "The Show Must Go On" đã được trình diễn bởi Jim Broadbent và Nicole Kidman trong bộ phim nhạc kịch Moulin Rouge!. Bộ phim A Knight's Tale năm 2001 có phiên bản "We Are the Champions" do Robbie Williams và Queen thực hiện; bộ phim cũng có bài "We Will Rock You" do khán giả thời Trung cổ trình diễn.
"I Was Born to Love You" được sử dụng làm bài hát chủ đề của bộ phim truyền hình Nhật Bản Pride trên Fuji tivi năm 2004, với sự tham gia của Kimura Takuya và Yūko Takeuchi. Nhạc phim của chương trình cũng có các bài hát khác của Queen. Một bài hát đã trở nên phổ biến bốn thập kỷ kể từ khi phát hành, sự tái sinh của "Don't Stop Me Now" lúc đầu đã được quy cho sự xuất hiện của nó trong bộ phim khải huyền zombie kinh điển năm 2004 Shaun of the Dead. Bài hát đã được giới thiệu trong chương trình truyền hình Top Gear của BBC và vào năm 2005, nó đã được người xem của loạt phim bầu chọn là "Bài hát gây cảm hứng vĩ đại nhất".
Giữ truyền thống đặt tên các tập trong mỗi mùa theo các bài hát của các ban nhạc rock thập niên 1970, mùa thứ tám và cuối cùng của That '70s Show có các tập được đặt tên theo các bài hát của Queen. "Bohemian Rhapsody" là tập buổi ra mắt mùa chiếu mới. Với một mục cho năm 1977, Queen nổi bật trong sê-ri VH1 I Love the '70s, phát sóng ở Mỹ. The Simpsons đã thực hiện các cốt truyện có các bài hát của Queen như "We Will Rock You", "We Are the Champions" (cả hai được Homer hát) và "You're My Best Friend". Phần sau cũng xuất hiện trong Family Guy, với "Another One Bites the Dust", trong khi một tập của chương trình, "Killer Queen", được đặt theo tên của bài hát. Queen được mô tả trong phần 1, tập 16 của VH1's Legends, phát sóng năm 1998.
Vào ngày 11 tháng 4 năm 2006, Brian May và Roger Taylor đã xuất hiện trong chương trình truyền hình cuộc thi ca hát của Mỹ American Idol. Mỗi thí sinh được yêu cầu hát một bài hát của Queen trong tuần thi đấu đó. Các bài hát xuất hiện trong chương trình bao gồm "Bohemian Rhapsody", "Fat Bottomed Girls", "The Show Must Go On", "Who Wants to Live Forever" và "Innuendo". Brian May sau đó đã chỉ trích chương trình vì đã chỉnh sửa một số cảnh cụ thể, một trong số đó khiến thời gian làm việc của nhóm với thí sinh Ace Young có vẻ tiêu cực, mặc dù thực tế là ngược lại. Taylor và May một lần nữa xuất hiện trong đêm chung kết American Idol mùa 8 vào tháng 5 năm 2009, biểu diễn "We Are the Champions" với thí sinh vào tới vòng chung kết Adam Lambert và Kris Allen. Vào ngày 15 tháng 11 năm 2009, Brian May và Roger Taylor đã xuất hiện trong chương trình truyền hình của cuộc thi hát The X Factor ở Anh.
Năm 2007, Queen với tư cách là một trong những nghệ sĩ chính trong tập thứ năm của loạt phim Seven Ages of Rock tại BBC/VH1—tập trung vào stadium rock, chính tập phim được đặt tên là "We Are the Champions". Vào mùa thu năm 2009, Glee giới thiệu dàn hợp xướng của trường trung học giả tưởng hát bài "Somebody to Love" như là màn trình diễn thứ hai của họ trong tập phim "The Rhodes Not Taken". Buổi biểu diễn được bao gồm trong CD nhạc phim Volume 1 của chương trình. Vào tháng 6 năm 2010, dàn hợp xướng đã biểu diễn "Another One Bites the Dust" trong tập "Funk". Tập tiếp theo của tuần sau, "Journey to Regionals", có một dàn hợp xướng đối thủ biểu diễn toàn bộ "Bohemian Rhapsody". Bài hát đã được giới thiệu trên EP của tập phim. Vào tháng 5 năm 2012, dàn hợp xướng đã biểu diễn "We Are the Champions" trong tập "Nationals", và bài hát này cũng xuất hiện trong The Graduation Album.

#### Bohemian Rhapsody
Trong một cuộc phỏng vấn của BBC vào tháng 9 năm 2010, Brian May tuyên bố rằng Sacha Baron Cohen sẽ đóng vai Mercury trong một bộ phim tiểu sử về ban nhạc. Tạp chí Time đã bình luận với sự chấp thuận về khả năng ca hát và sự tương đồng về hình ảnh của anh với Mercury. Tuy nhiên, vào tháng 7 năm 2013, Baron Cohen đã từ bỏ vai này do "sự khác biệt về sáng tạo" giữa anh và các thành viên ban nhạc Queen còn sống. Vào tháng 12 năm 2013, có thông báo rằng Ben Whishaw, được biết đến với vai Q trong bộ phim James Bond Skyfall, là một sự thay thế khả dĩ cho Baron Cohen trong vai của Mercury, nhưng Whishaw đã bỏ vai này vài tháng sau đó vì không chắc chắn về cách thức bộ phim đang tiến triển.

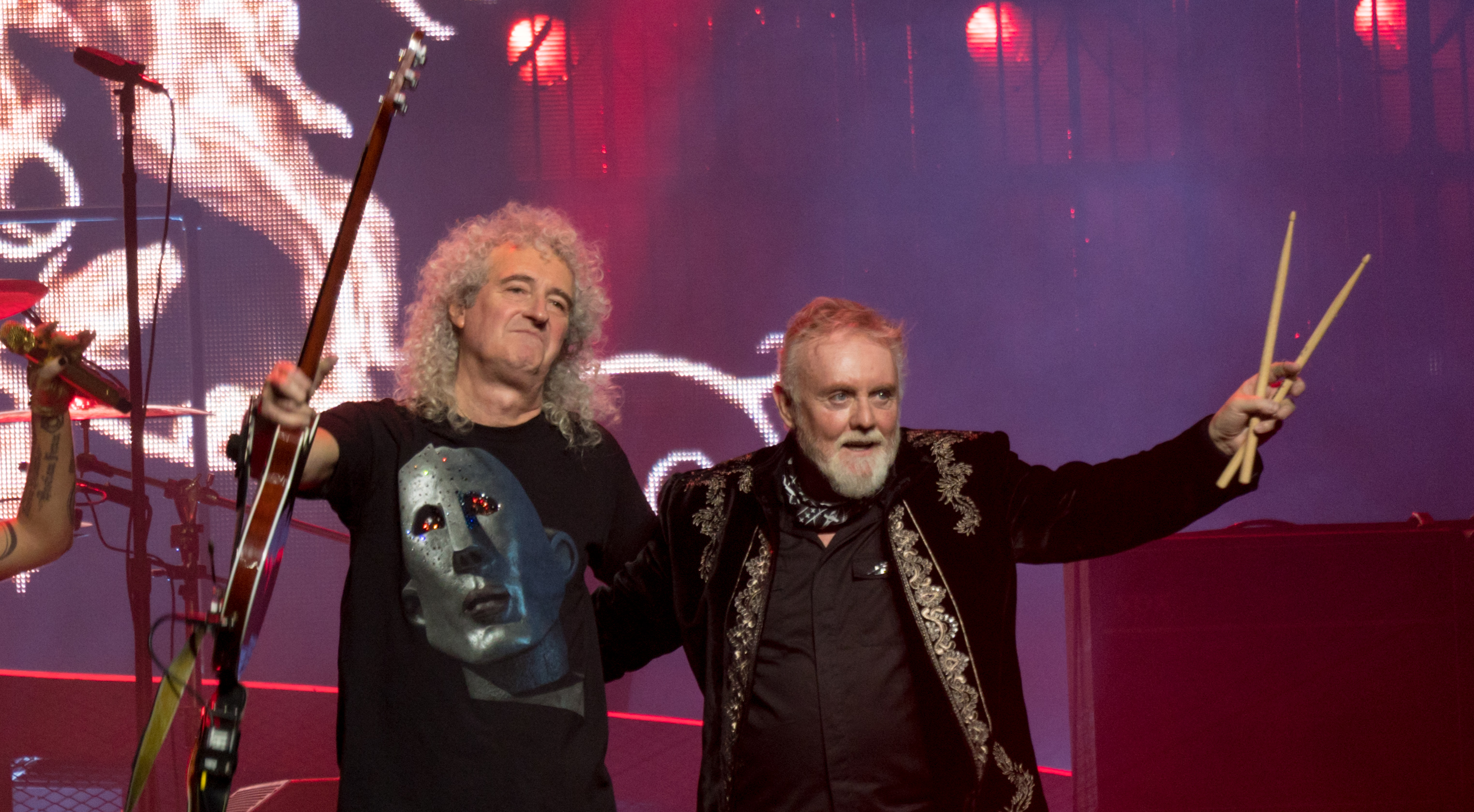
Hai thành viên còn sống trong đội hình kinh điển của Queen, May và Taylor (ảnh chụp năm 2017) là những chuyên gia tư vấn sáng tạo cho Bohemian Rhapsody

Dự án lấy lại đà trong năm 2016. Nó đã được công bố vào ngày 4 tháng 11 rằng bộ phim đã đảm bảo sự ủng hộ của 20th Century Fox, New Regency và GK Films. Vào thời điểm này, tiêu đề làm việc của bộ phim là Bohemian Rhapsody, lấy tên theo bài hát cùng tên của ban nhạc. Freddie Mercury được Rami Malek thủ vai, việc quay phim dự kiến bắt đầu vào đầu năm 2017. Phim được Anthony McCarten viết kịch bản, với một câu chuyện của McCarten và Peter Morgan, người đã nhận được đề cử Oscar cho các kịch bản phim The Queen và Frost/Nixon.
Được phát hành vào tháng 10 năm 2018, Bohemian Rhapsody tập trung vào các năm hình thành của Queen và giai đoạn dẫn đến buổi biểu diễn nổi tiếng tại buổi hòa nhạc Live Aid năm 1985. Bộ phim đã thu về hơn 900 triệu đô la trên toàn thế giới, khiến nó trở thành bộ phim tiểu sử âm nhạc có doanh thu cao nhất mọi thời đại. Mặc dù nhận được nhiều ý kiến trái chiều, nó đã giành giải Quả cầu vàng cho Phim chính kịch hay nhất. Malek đã nhận được nhiều lời khen ngợi cho vai diễn Mercury, bao gồm cả giải Oscar cho Nam diễn viên xuất sắc nhất. Trong khi phân khúc Live Aid được ca ngợi, những lời chỉ trích đến từ việc không khám phá các chủ đề phức tạp hơn liên quan đến Mercury, với Johnny Oleksinski của tờ New York Post, "Điều cuối cùng chúng tôi muốn từ Bohemian Rhapsody không phải là các buổi biểu diễn được sao chép y hệt, mà là đằng sau nó - làm sâu sắc về một ngôi sao vô cùng riêng tư, phức tạp, được quốc tế yêu mến."  Sau khi phát hành bộ phim, bài hát "Bohemian Rhapsody" đã trở lại Billboard Hot 100 của Mỹ lần thứ ba (đã được xếp hạng trước đó vào năm 1976 và 1992), xếp hạng ở vị trí 33 vào ngày 12 tháng 11 năm 2018. Bohemian Rhapsody: The Original Soundtrack đã nhận được giải thưởng âm nhạc Mỹ cho nhạc phim hay nhất.

## Thành viên
Thành viên hiện tại
- Brian May – guitar chính, keyboard, dương cầm, hát (1970–nay)
- Roger Taylor – trống, bộ gõ, rhythm guitar, tambourine, hát (1970–nay)

Cựu thành viên
- Freddie Mercury – hát chính, dương cầm, rhythm guitar, tambourine (1970–1991; qua đời)
- John Deacon – bass guitar, rhythm guitar, keyboard, hát bè, kẻng (1971–1997)

Giọng ca khác
- Paul Rodgers (2004–2009)
- Adam Lambert (2011–nay)

Giọng ca khách mời
- David Bowie (1981, 1992)
- Annie Lennox (1992)
- Lisa Stansfield (1992–1993)
- George Michael (1992–1993)
- Elton John (1992, 1997)
- Zucchero (1992, 1998)
- Robbie Williams (2001)
- Kris Allen (2009)
- Jessie J (2012)
- Nate Ruess (2013)
- Lady Gaga (2014) [410]

Thành viên lưu diễn
- Morgan Fisher – keyboard, dương cầm (1982)
- Fred Mandel – keyboard, dương cầm (1982)
- Spike Edney – keyboard, dương cầm, rhythm guitar, hát bè (1984–nay)
- Jamie Moses – rhythm guitar, hát bè (1998–2009)
- Danny Miranda – bass guitar, hát bè (2005–2009)
- Rufus Tiger Taylor – bộ gõ, trống, hát bè (2011–nay)
- Neil Fairclough – bass guitar, hát bè (2011–nay)

Thành viên sớm nhất
- Mike Grose – bass (1970)
- Barry Mitchell – bass (1970–1971)
- Doug Ewood Bogie – bass (1971)

Niên biểu

## Lưu diễn
- Queen I Tour (1973–74)
- Queen II Tour (1974)
- Sheer Heart Attack Tour (1974–75)
- A Night at the Opera Tour (1975–76)
- Summer Gigs 1976 (1976)
- A Day at the Races Tour (1977)
- News of the World Tour (1977–78)
- Jazz Tour (1978–79)
- Crazy Tour (1979)
- The Game Tour (1980–81)
- Hot Space Tour (1982)
- The Works Tour (1984–85)
- The Magic Tour (1986)
- Queen + Paul Rodgers Tour (2005–06)
- Rock the Cosmos Tour (2008)
- Queen + Adam Lambert Tour 2012 (2012)
- Queen + Adam Lambert Tour 2014–2015 (2014–15)
- Queen + Adam Lambert 2016 Summer Festival Tour (2016)

## Danh sách đĩa nhạc
- Queen (1973)
- Queen II (1974)
- Sheer Heart Attack (1974)
- A Night at the Opera (1975)
- A Day at the Races (1976)
- News of the World (1977)
- Jazz (1978)
- The Game (1980)
- Flash Gordon (1980) – nhạc phim
- Hot Space (1982)
- The Works (1984)
- A Kind of Magic (1986)
- The Miracle (1989)
- Innuendo (1991)
- Made in Heaven (1995)